# Castelnau-Pégayrols
Pour les articles homonymes, voir Castelnau.
Castelnau-Pégayrols, Castèlnòu de Leveson en occitan, est une commune française située dans le département de l'Aveyron, en région Occitanie.
Le patrimoine architectural de la commune comprend quatre immeubles protégés au titre des monuments historiques : l'église Saint-Michel et le prieuré Saint-Michel, classés en 1920 et 1990, l'église Notre-Dame, classée en 1930, le château, inscrit en 1975, et le réseau hydraulique médiéval, inscrit en 1997.

## Géographie

### Localisation
Le territoire de la commune matérialise une fraction sud du Massif central. Partie intégrante du parc naturel régional des Grands Causses, il s'étend sur une partie du versant Est du plateau du Lévézou et domine la rive droite de la vallée de la Muze, et sur le Causse Rouge sur la rive opposée. La commune de Castelnau-Pégayrols est composée de trois villages, Castelnau-Pégayrols, Estalane, Castelmus ainsi que de fermes isolées.

### Communes limitrophes
Les communes limitrophes sont  Comprégnac, Curan, Millau, Montjaux, Saint-Beauzély et Salles-Curan.

### Climat
Pour des articles plus généraux, voir Climat de l'Occitanie et Climat de l'Aveyron.
En 2010, le climat de la commune est de type climat des marges montargnardes, selon une étude s'appuyant sur une série de données couvrant la période 1971-2000. En 2020, Météo-France publie une typologie des climats de la France métropolitaine dans laquelle la commune est exposée à un climat de montagne et est dans la région climatique Sud-est du Massif Central, caractérisée par une pluviométrie annuelle de 1 000 à 1 500 mm, minimale en été, maximale en automne.
Pour la période 1971-2000, la température annuelle moyenne est de 10,6 °C, avec une amplitude thermique annuelle de 15,7 °C. Le cumul annuel moyen de précipitations est de 1 155 mm, avec 11,3 jours de précipitations en janvier et 5,5 jours en juillet. Pour la période 1991-2020, la température moyenne annuelle observée sur la station météorologique la plus proche, située sur la commune de Millau à 12 km à vol d'oiseau, est de 11,2 °C et le cumul annuel moyen de précipitations est de 713,2 mm,. Pour l'avenir, les paramètres climatiques de la commune estimés pour 2050 selon différents scénarios d'émission de gaz à effet de serre sont consultables sur un site dédié publié par Météo-France en novembre 2022.

## Urbanisme

### Typologie
Au 1er janvier 2024, Castelnau-Pégayrols est catégorisée commune rurale à habitat très dispersé, selon la nouvelle grille communale de densité à 7 niveaux définie par l'Insee en 2022.
Elle est située hors unité urbaine. Par ailleurs la commune fait partie de l'aire d'attraction de Millau, dont elle est une commune de la couronne,. Cette aire, qui regroupe 23 communes, est catégorisée dans les aires de moins de 50 000 habitants,.

## Histoire

### Moyen Âge
Dès le Xe siècle, les seigneurs de Lévézou s’implantent à Castelmus. La première famille de Lévezou fonda le château neuf (Castel-nau) dont l'existence est attestée dès le XIe siècle. En 1192, le siège de cette puissante famille était à Castelmus et possédait en outre les seigneuries de Roquetaillade et Marzials. En 1238, Bernard de Lévézou était seigneur de Castelnau-de-Lévézou, de Saint-Beauzély de Lévézou, de Castelmus, de Roquetaillade, de Marzials et de Comprégnac. En 1289, il entre en conflit avec Hugues d'Arpajon pour la possession de Castelnau-de-Lévézou. Un duel judiciaire a lieu le 3 mai 1289. À l'issue de celui-ci, Bernard de Lévézou doit céder la place à Hugues d'Arpajon. Castelnau-de-Lévézou appartiendra à cette puissante famille de 1289 à 1758.

### Époque moderne
En 1759, à Versailles, Louis XV crée le marquisat de Pégayrolles et le confère à Étienne Hippolyte de Pégayrolles, président du parlement de Toulouse. Castelnau-de-Lévézou en deviendra le chef-lieu sous la nouvelle appellation de Castelnau-Pégayrolles.

### Époque contemporaine
En 1834, une ordonnance royale de Louis Philippe crée la commune de Castelnau-Pégayrols.

## Politique et administration

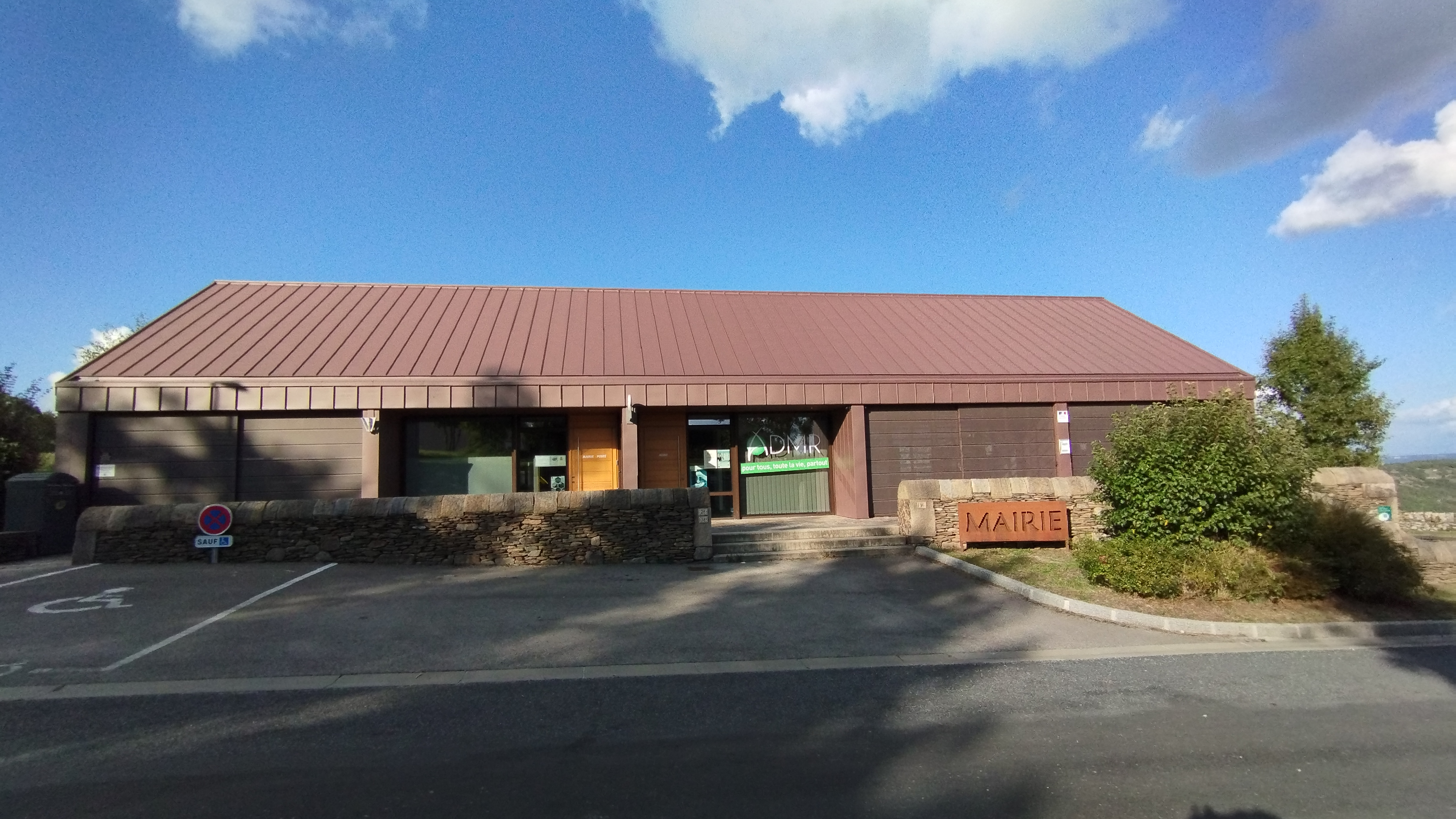
Mairie de Castelnau-Pégayrols en septembre 2024

| Période                                  | Période  | Identité              | Étiquette | Qualité                                                                |
| ---------------------------------------- | -------- | --------------------- | --------- | ---------------------------------------------------------------------- |
| mars 2008                                | ?        | Christian Trémolières | DVG       | Retraité                                                               |
| avril 2014                               | mai 2020 | Christian Tremolieres |           | Retraité d'une entreprise publique                                     |
| mai 2020                                 | en cours | Frédéric Balard,      |           | Profession intermédiaire administrative et commerciale des entreprises |
| Les données manquantes sont à compléter. |          |                       |           |                                                                        |

## Démographie
L'évolution du nombre d'habitants est connue à travers les recensements de la population effectués dans la commune depuis 1793. Pour les communes de moins de 10 000 habitants, une enquête de recensement portant sur toute la population est réalisée tous les cinq ans, les populations de référence des années intermédiaires étant quant à elles estimées par interpolation ou extrapolation. Pour la commune, le premier recensement exhaustif entrant dans le cadre du nouveau dispositif a été réalisé en 2007.

En 2022, la commune comptait 346 habitants, en évolution de +2,98 % par rapport à 2016 (Aveyron : +0,37 %, France hors Mayotte : +2,11 %).
| 1793 | 1800 | 1836  | 1841  | 1846  | 1851  | 1856  | 1861  | 1866  |
| ---- | ---- | ----- | ----- | ----- | ----- | ----- | ----- | ----- |
| 740  | 765  | 1 207 | 1 210 | 1 246 | 1 201 | 1 127 | 1 073 | 1 051 |

| 1872 | 1876 | 1881  | 1886  | 1891 | 1896 | 1901 | 1906 | 1911 |
| ---- | ---- | ----- | ----- | ---- | ---- | ---- | ---- | ---- |
| 994  | 996  | 1 156 | 1 015 | 902  | 818  | 775  | 795  | 760  |

| 1921 | 1926 | 1931 | 1936 | 1946 | 1954 | 1962 | 1968 | 1975 |
| ---- | ---- | ---- | ---- | ---- | ---- | ---- | ---- | ---- |
| 707  | 676  | 634  | 605  | 512  | 480  | 466  | 428  | 334  |

| 1982 | 1990 | 1999 | 2006 | 2007 | 2012 | 2017 | 2022 | - |
| ---- | ---- | ---- | ---- | ---- | ---- | ---- | ---- | - |
| 311  | 295  | 282  | 315  | 320  | 342  | 333  | 346  | - |

## Économie

### Revenus
En 2018  (données Insee publiées en septembre 2021), la commune compte 146 ménages fiscaux, regroupant 333 personnes. La médiane du revenu disponible par unité de consommation est de 19 680 € (20 640 € dans le département).

### Emploi
| Division       | 2008  | 2013  | 2018  |
| -------------- | ----- | ----- | ----- |
| Commune        | 1,8 % | 3,7 % | 5,2 % |
| Département    | 5,4 % | 7,1 % | 7,1 % |
| France entière | 8,3 % | 10 %  | 10 %  |

En 2018, la population âgée de 15 à 64 ans s'élève à 197 personnes, parmi lesquelles on compte 80,2 % d'actifs (75,1 % ayant un emploi et 5,2 % de chômeurs) et 19,8 % d'inactifs,. Depuis 2008, le taux de chômage communal (au sens du recensement) des 15-64 ans est inférieur à celui de la France et du département.
La commune fait partie de la couronne de l'aire d'attraction de Millau, du fait qu'au moins 15 % des actifs travaillent dans le pôle,. Elle compte 85 emplois en 2018, contre 66 en 2013 et 80 en 2008. Le nombre d'actifs ayant un emploi résidant dans la commune est de 150, soit un indicateur de concentration d'emploi de 56,5 % et un taux d'activité parmi les 15 ans ou plus de 61,3 %.
Sur ces 150 actifs de 15 ans ou plus ayant un emploi, 66 travaillent dans la commune, soit 44 % des habitants. Pour se rendre au travail, 70,3 % des habitants utilisent un véhicule personnel ou de fonction à quatre roues, 0,7 % les transports en commun, 12,1 % s'y rendent en deux-roues, à vélo ou à pied et 16,9 % n'ont pas besoin de transport (travail au domicile).

### Activités hors agriculture

#### Secteurs d'activités
33 établissements sont implantés  à Castelnau-Pégayrols au 31 décembre 2019. Le tableau ci-dessous en détaille le nombre par secteur d'activité et compare les ratios avec ceux du département,.
| Secteur d'activité                                                                                        | Commune | Commune | Département |
| Secteur d'activité                                                                                        | Nombre  | %       | %           |
| --- | ------- | ------- | ----------- |
| Ensemble                                                                                                  | 33      |         |             |
| Industrie manufacturière, industries extractives et autres                                                | 11      | 33,3 %  | (17,7 %)    |
| Construction                                                                                              | 6       | 18,2 %  | (13 %)      |
| Commerce de gros et de détail, transports, hébergement et restauration                                    | 3       | 9,1 %   | (27,5 %)    |
| Activités spécialisées, scientifiques et techniques et activités de services administratifs et de soutien | 5       | 15,2 %  | (12,4 %)    |
| Administration publique, enseignement, santé humaine et action sociale                                    | 3       | 9,1 %   | (12,7 %)    |
| Autres activités de services                                                                              | 5       | 15,2 %  | (7,8 %)     |

Le secteur de l'industrie manufacturière, des industries extractives et autres est prépondérant sur la commune puisqu'il représente 33,3 % du nombre total d'établissements de la commune (11 sur les 33 entreprises implantées  à Castelnau-Pégayrols), contre 17,7 % au niveau départemental.

#### Entreprises
L'économie de cette commune à vocation agricole est caractérisée par une agriculture traditionnelle extensive basée sur l'élevage pour la production laitière de brebis destinée à l'élaboration des fromages de Roquefort, Pérail, tome et pour la production de veaux et agneaux destinés à l'engraissement.

### Agriculture
La commune est dans les Grands Causses, une petite région agricole occupant le sud-est du département de l'Aveyron. En 2020, l'orientation technico-économique de l'agriculture  sur la commune est l'élevage d'ovins ou de caprins.
|               | 1988  | 2000  | 2010  | 2020  |
| ------------- | ----- | ----- | ----- | ----- |
| Exploitations | 42    | 35    | 33    | 23    |
| SAU (ha)      | 2 359 | 2 449 | 2 427 | 1 937 |

Le nombre d'exploitations agricoles en activité et ayant leur siège dans la commune est passé de 42 lors du recensement agricole de 1988  à 35 en 2000 puis à 33 en 2010 et enfin à 23 en 2020, soit une baisse de 45 % en 32 ans. Le même mouvement est observé à l'échelle du département qui a perdu pendant cette période 51 % de ses exploitations,. La surface agricole utilisée sur la commune a également diminué, passant de 2 359 ha en 1988 à 1 937 ha en 2020. Parallèlement la surface agricole utilisée moyenne par exploitation a augmenté, passant de 56 à 84 ha.

## Culture locale et patrimoine

### Patrimoine civil

#### Château

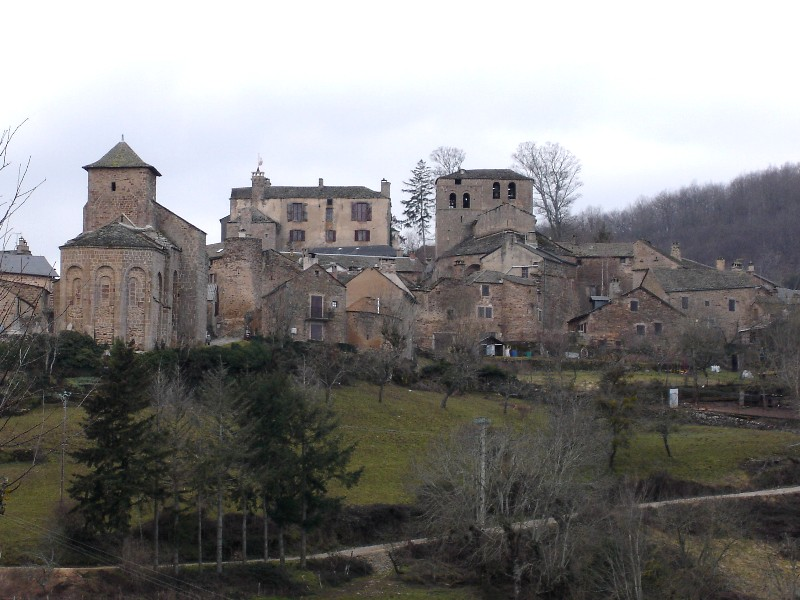
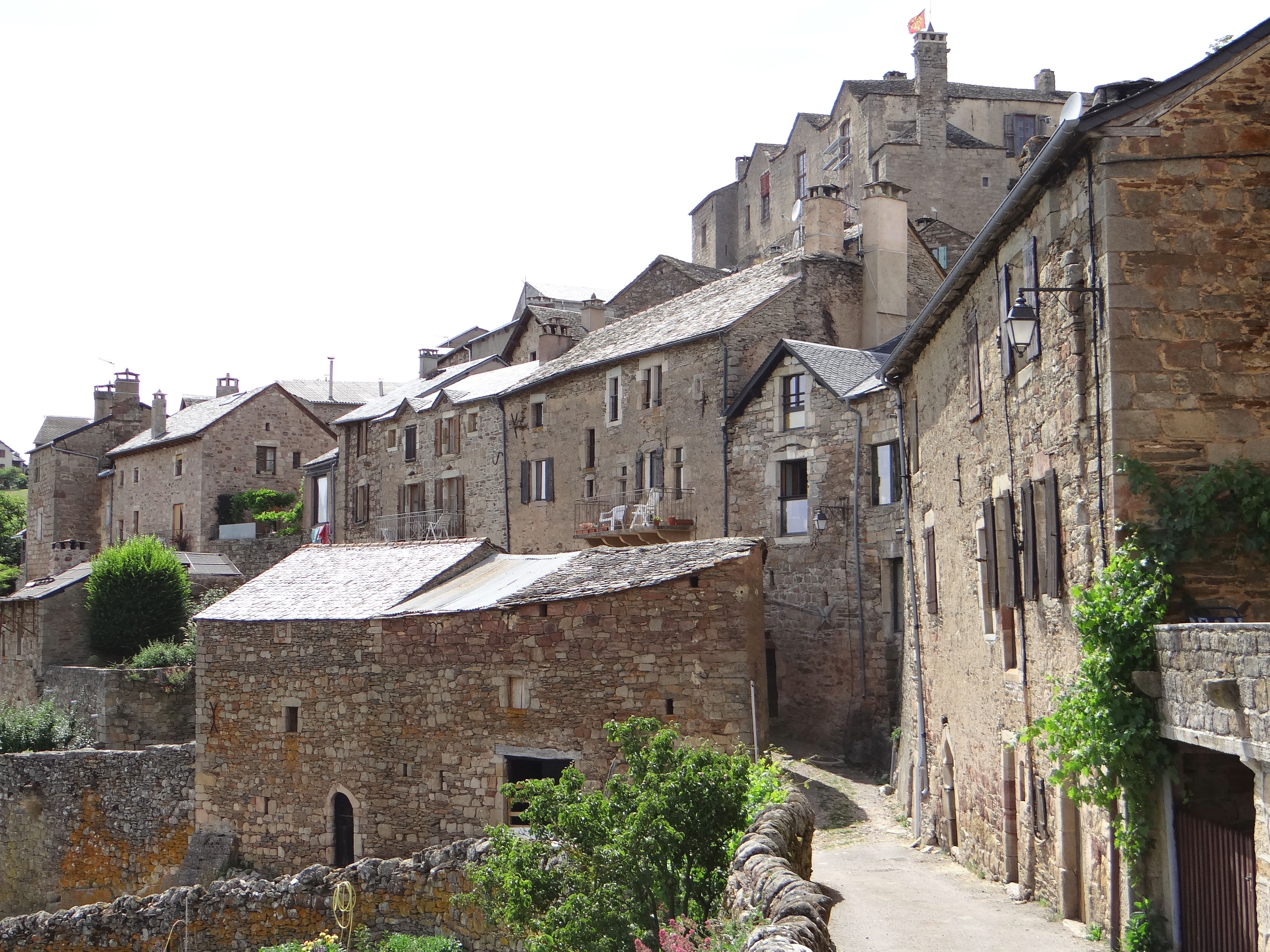
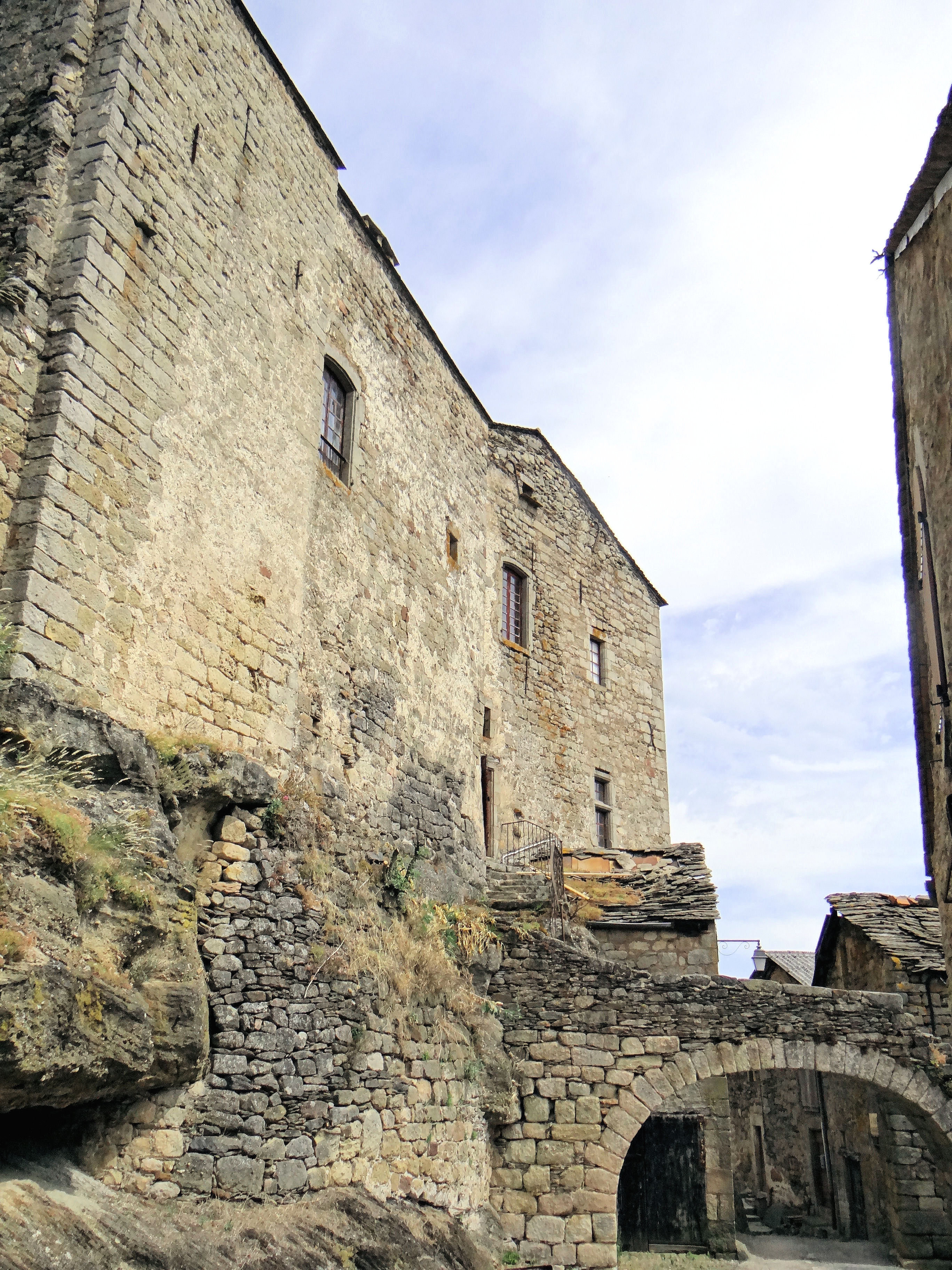

Inscrit MH (1975), des XIe et XVe siècles.

#### Réseau hydraulique médiéval

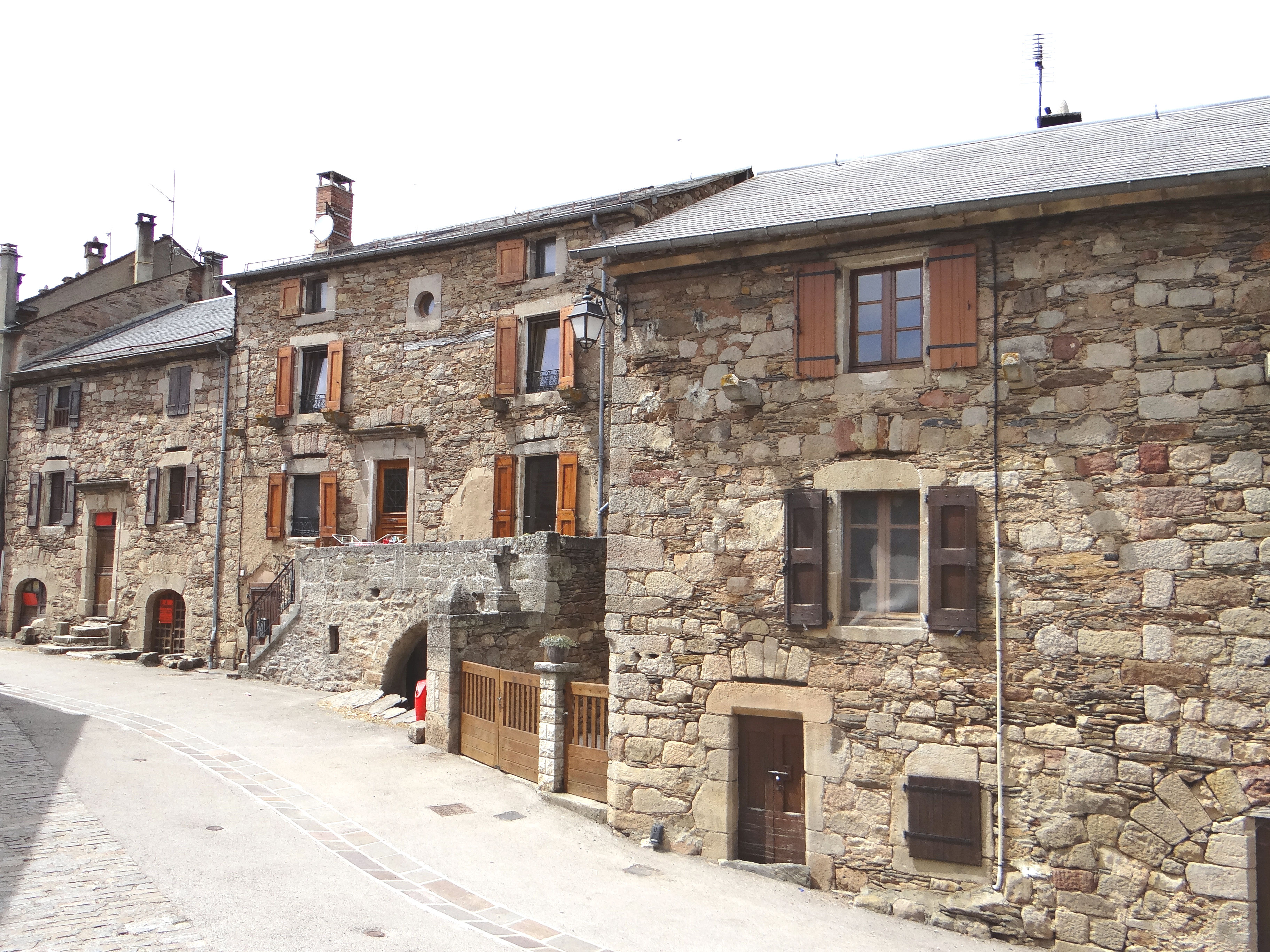
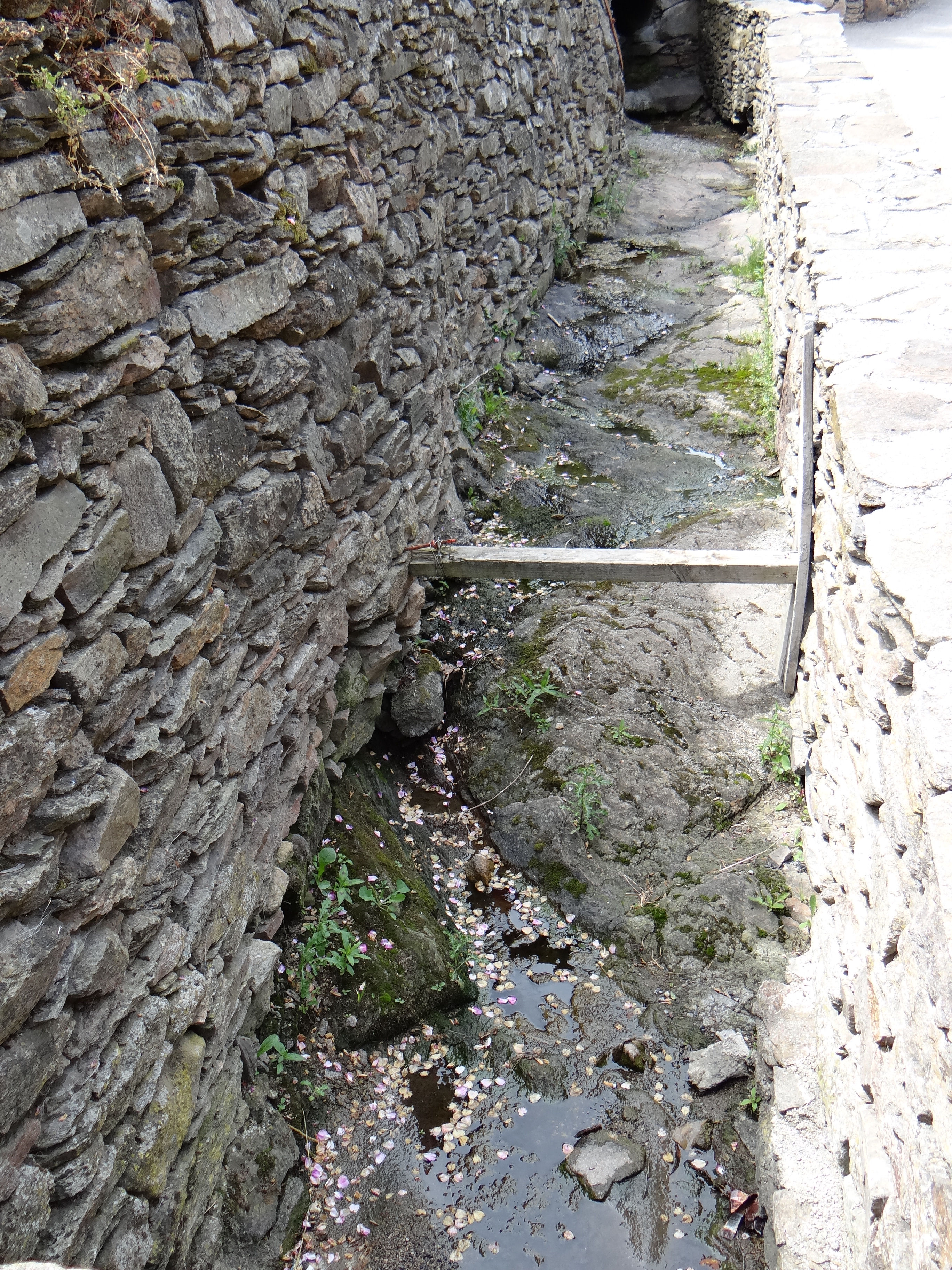
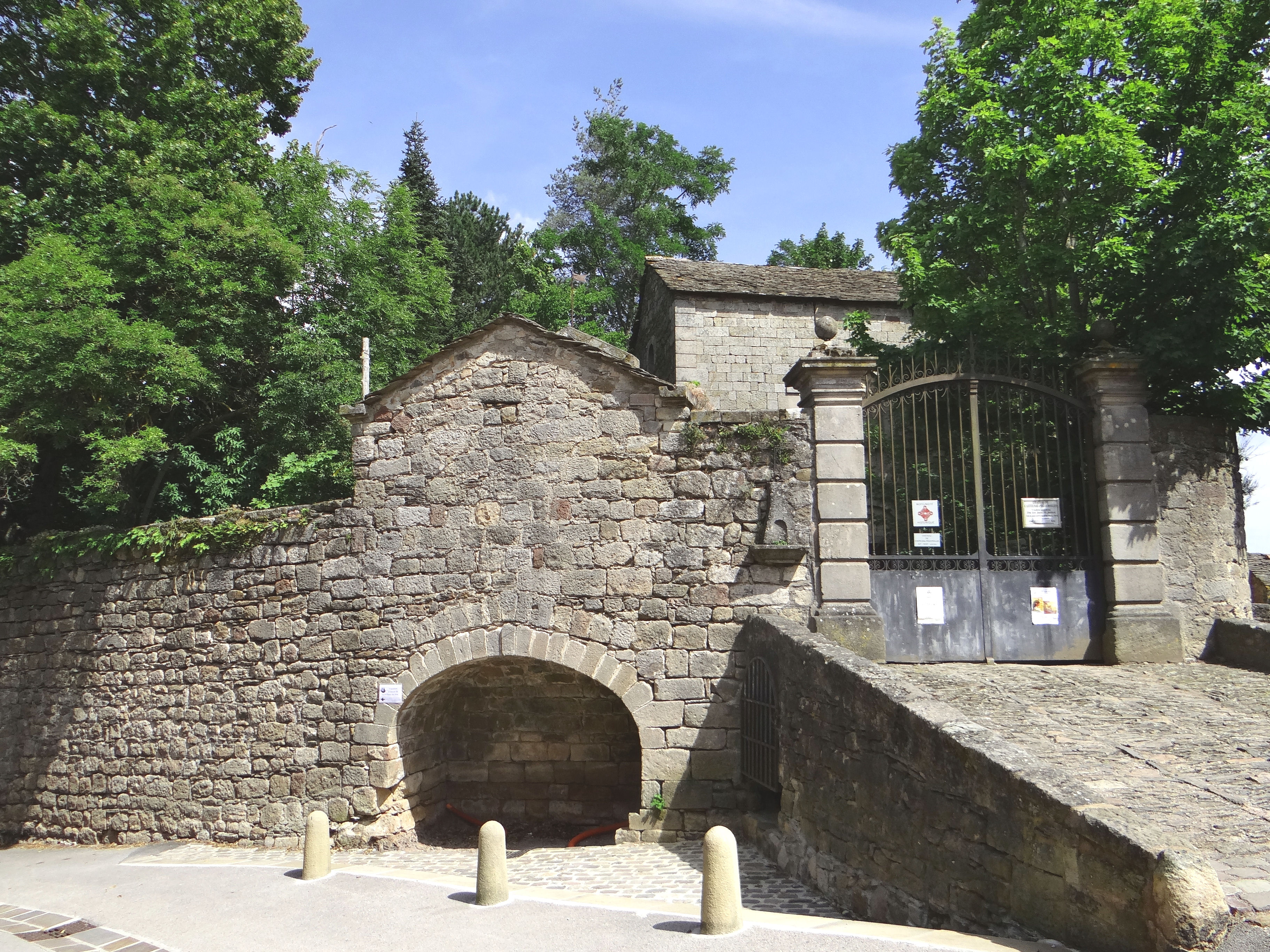
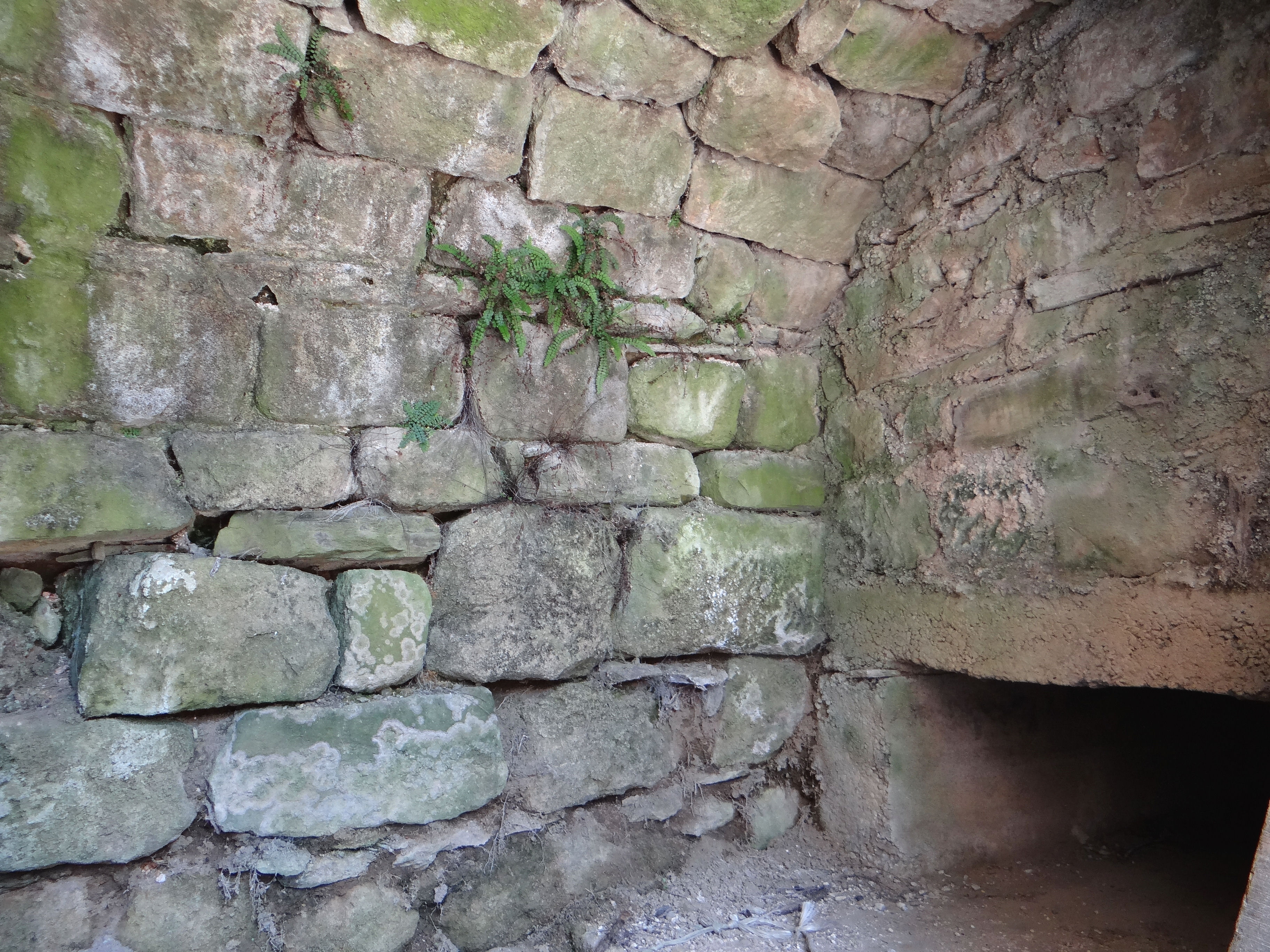
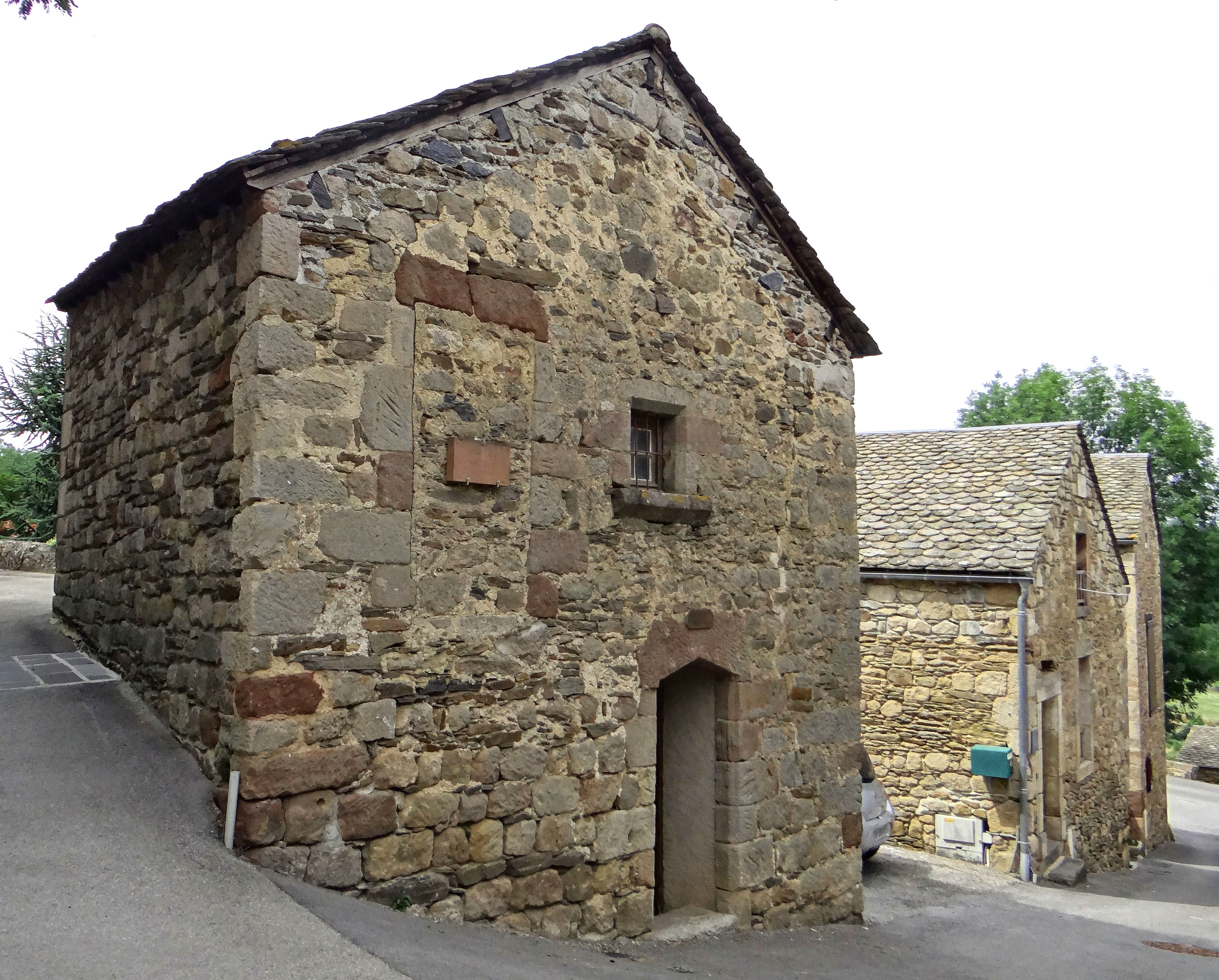

Inscrit MH (1997).

### Patrimoine religieux
- Église Saints-Gervais-et-Protais d'Estalane.

#### Prieuré Saint-Michel

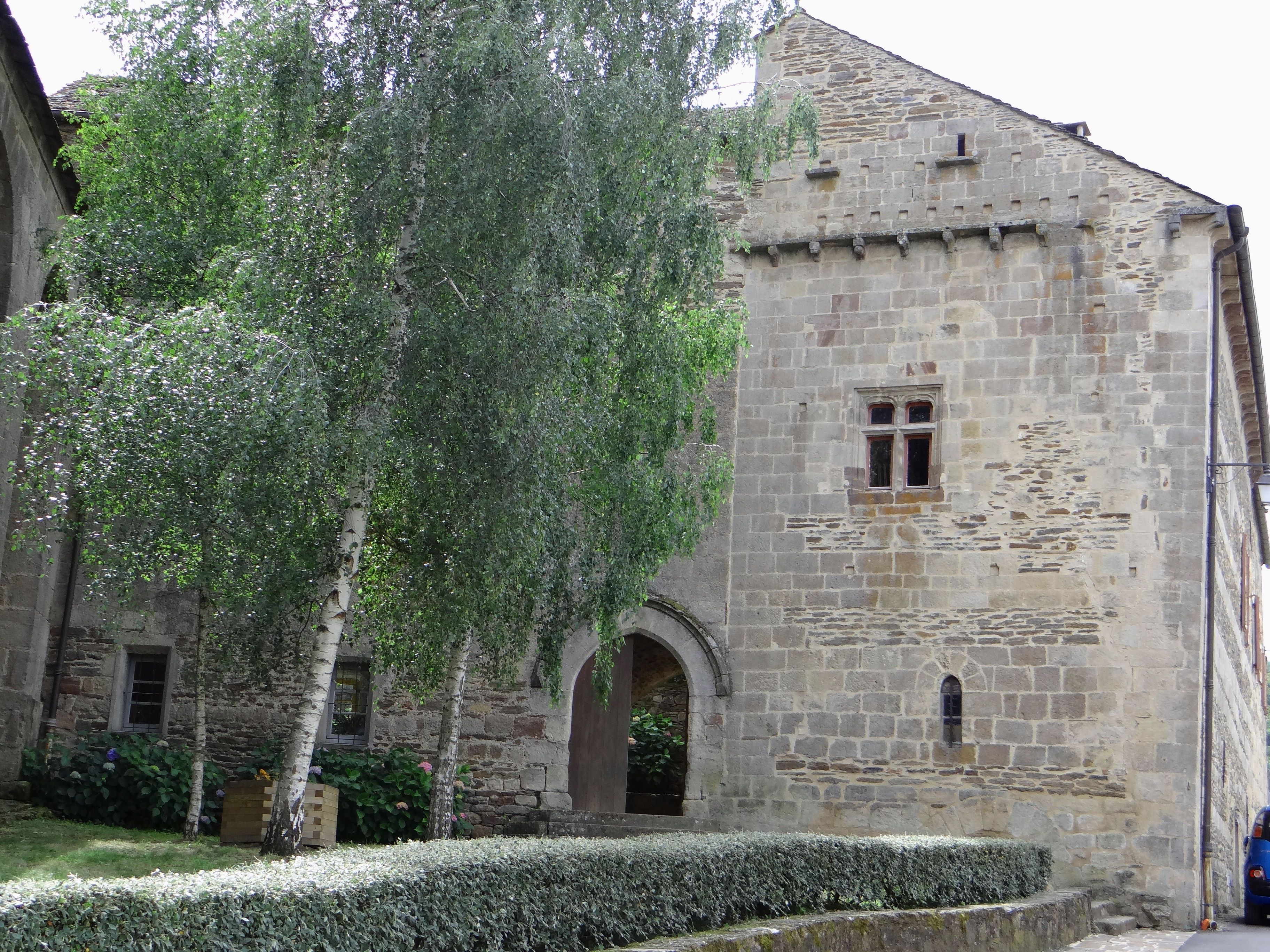
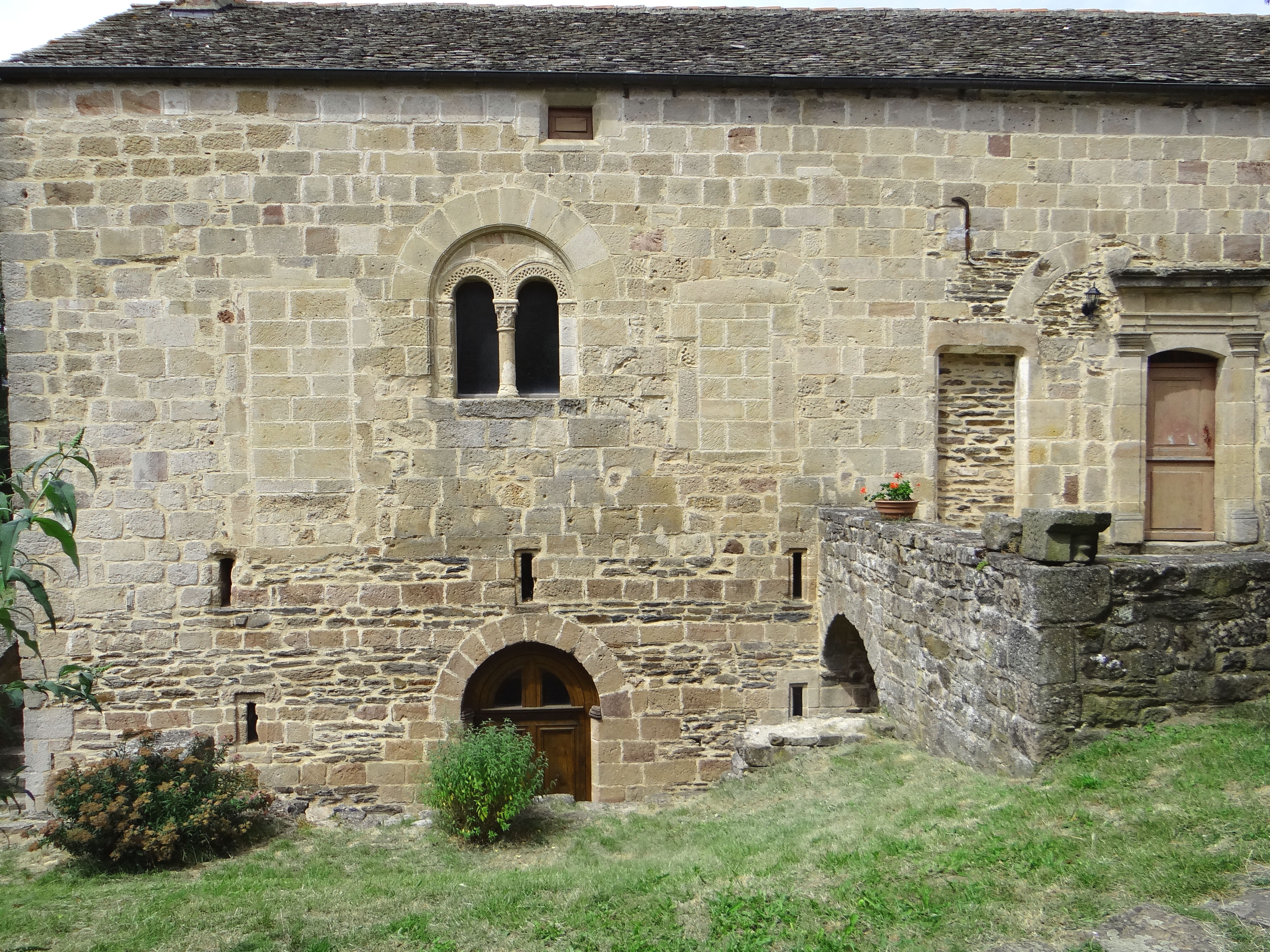
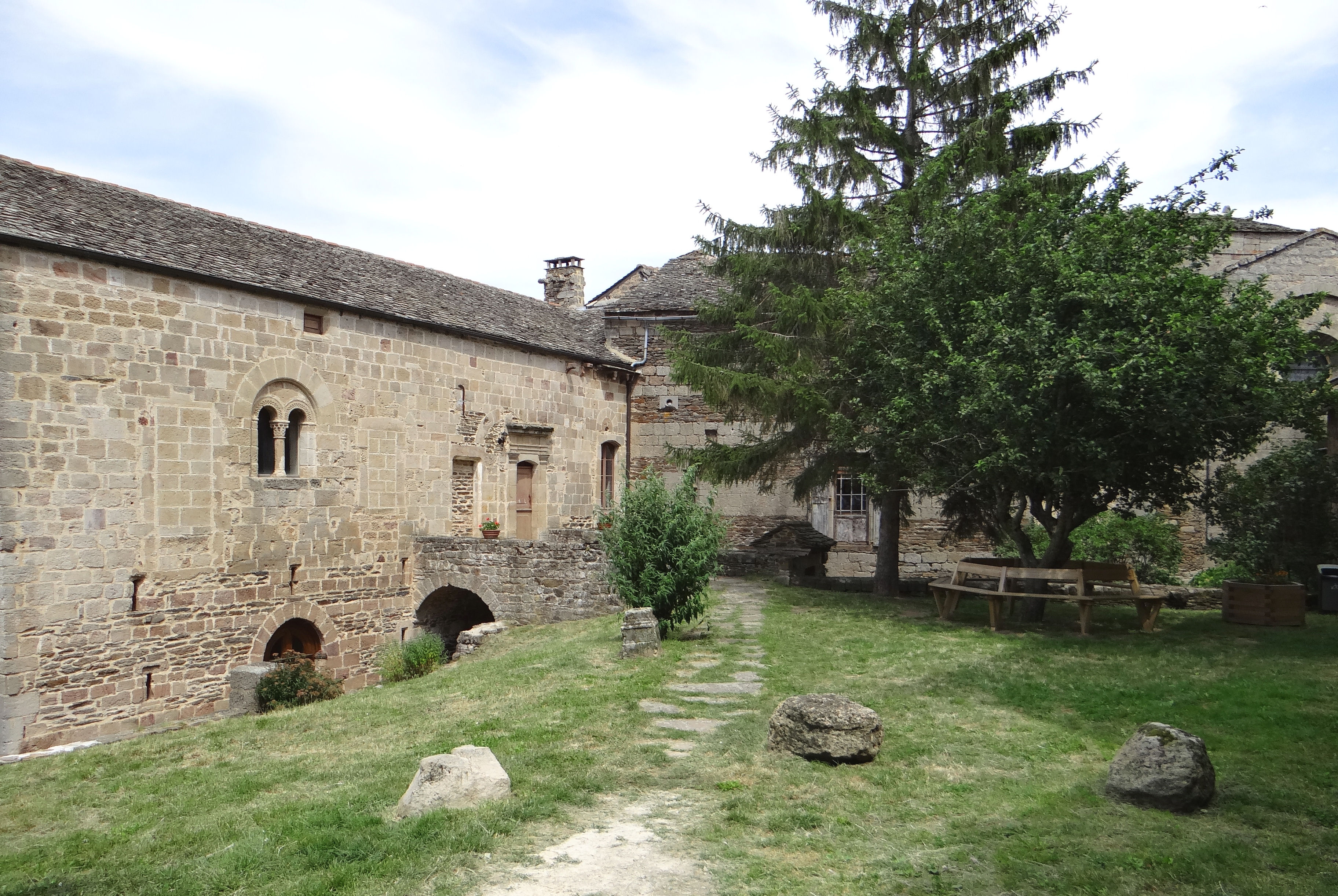
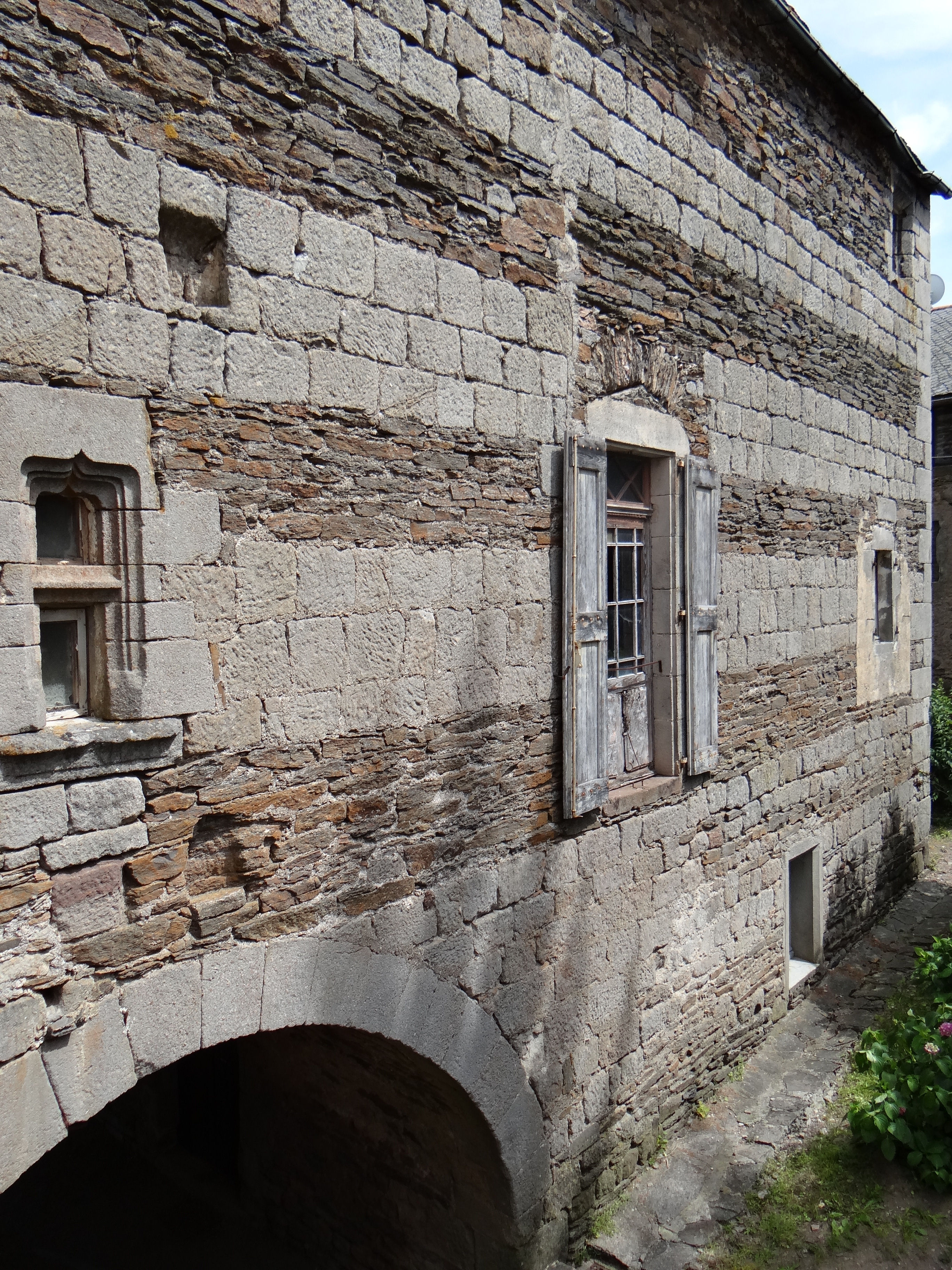
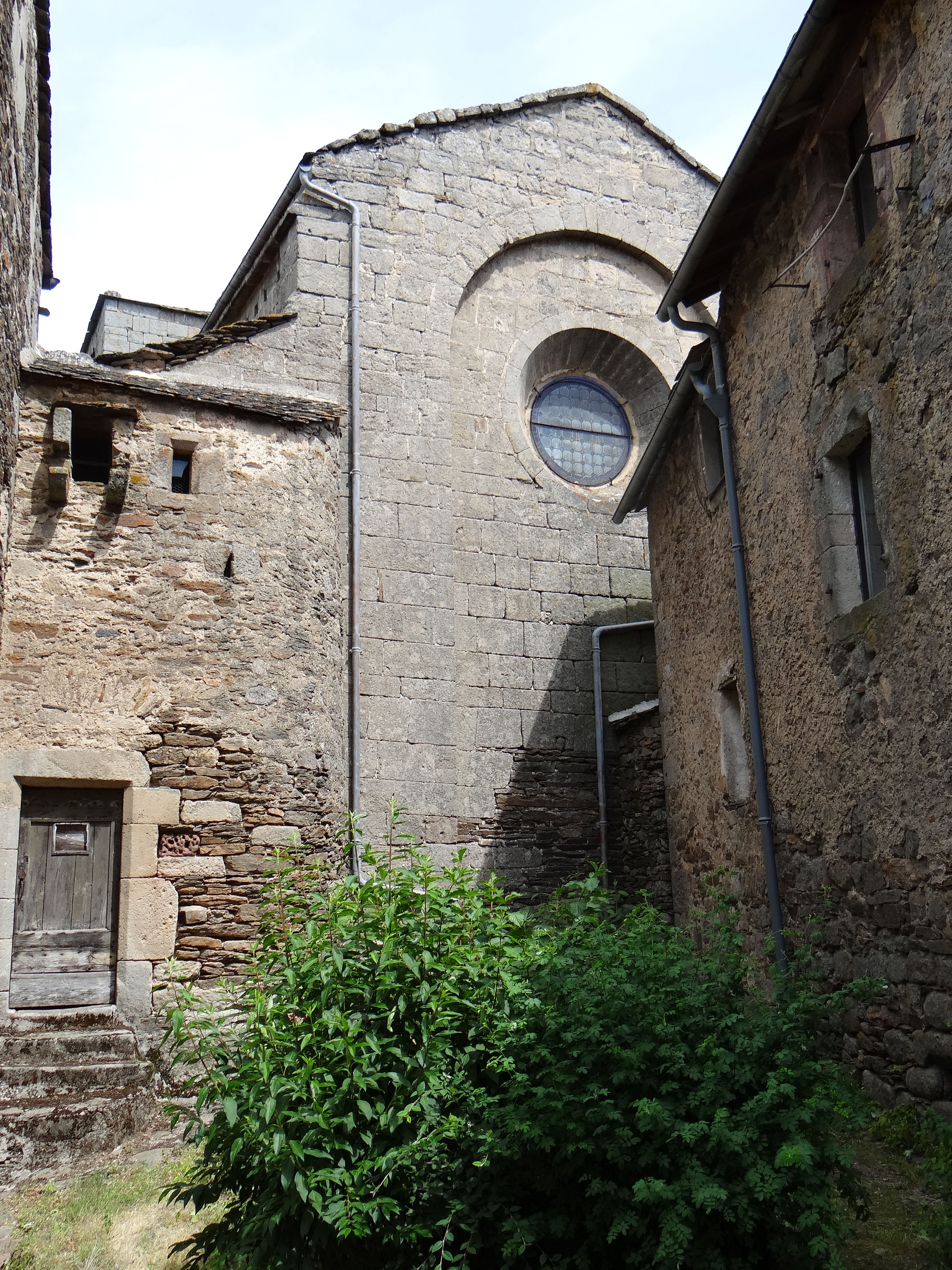

Inscrit MH (1990), des XIe et XVe siècles.

#### Église Saint-Michel

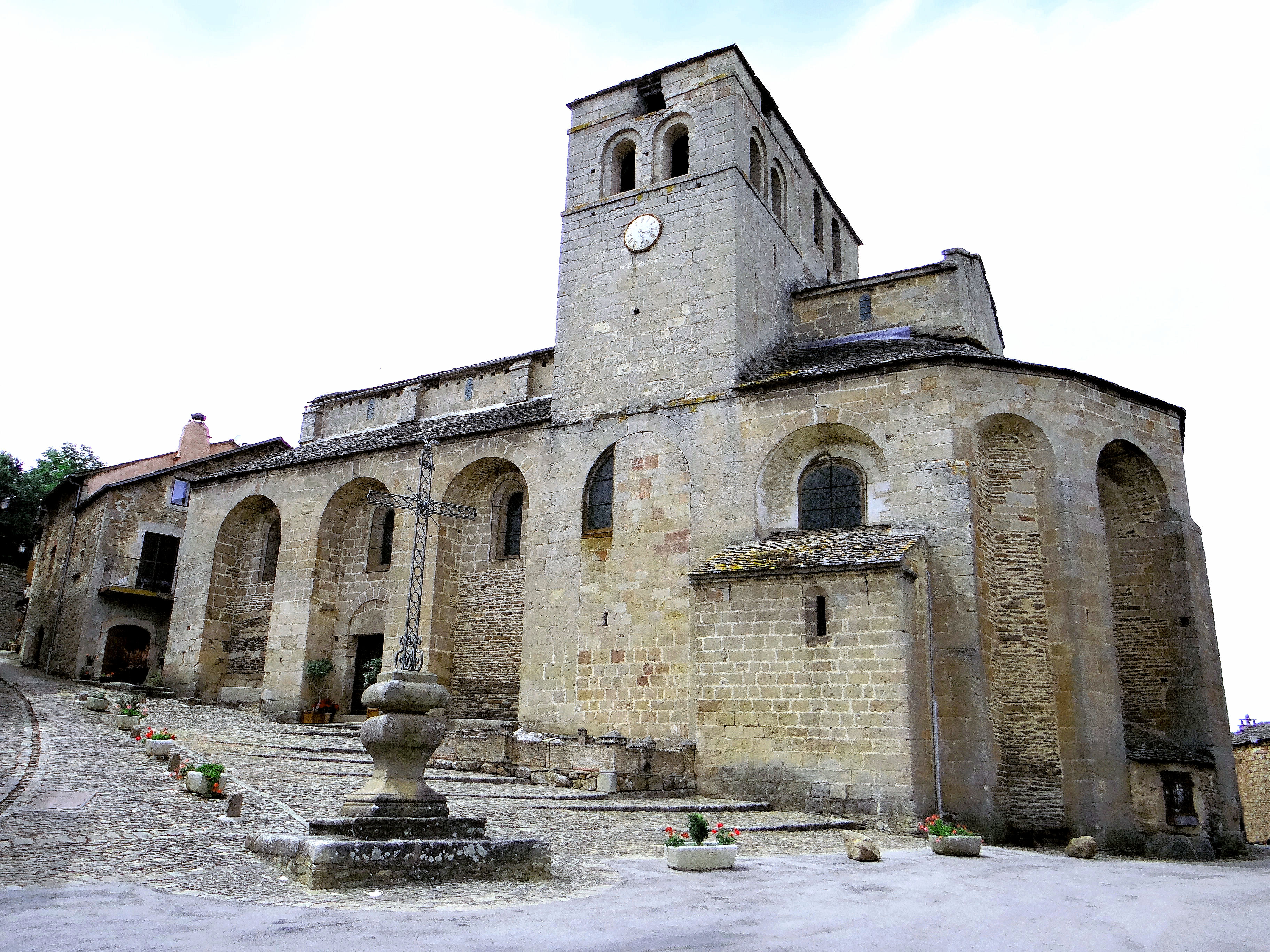
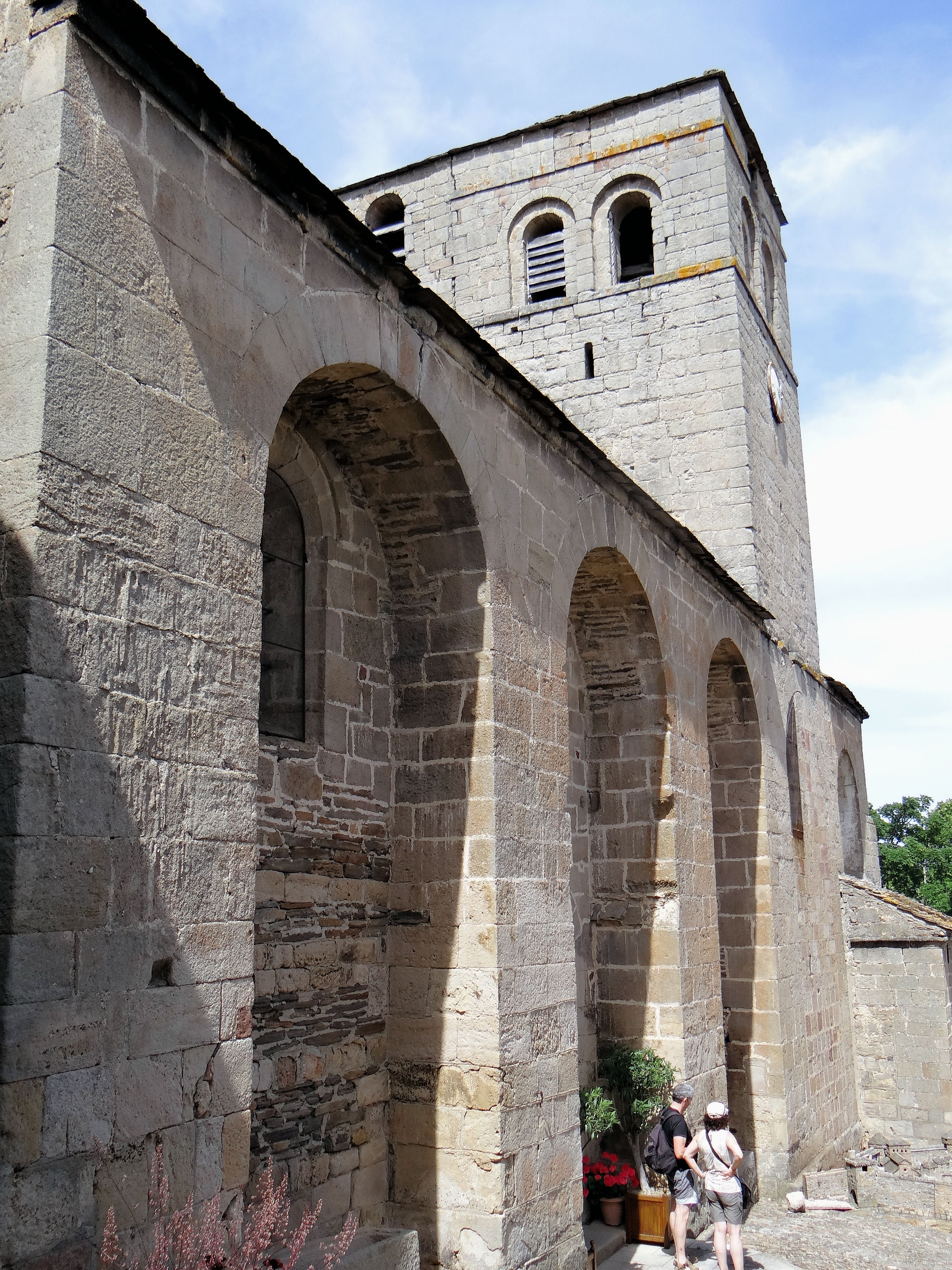
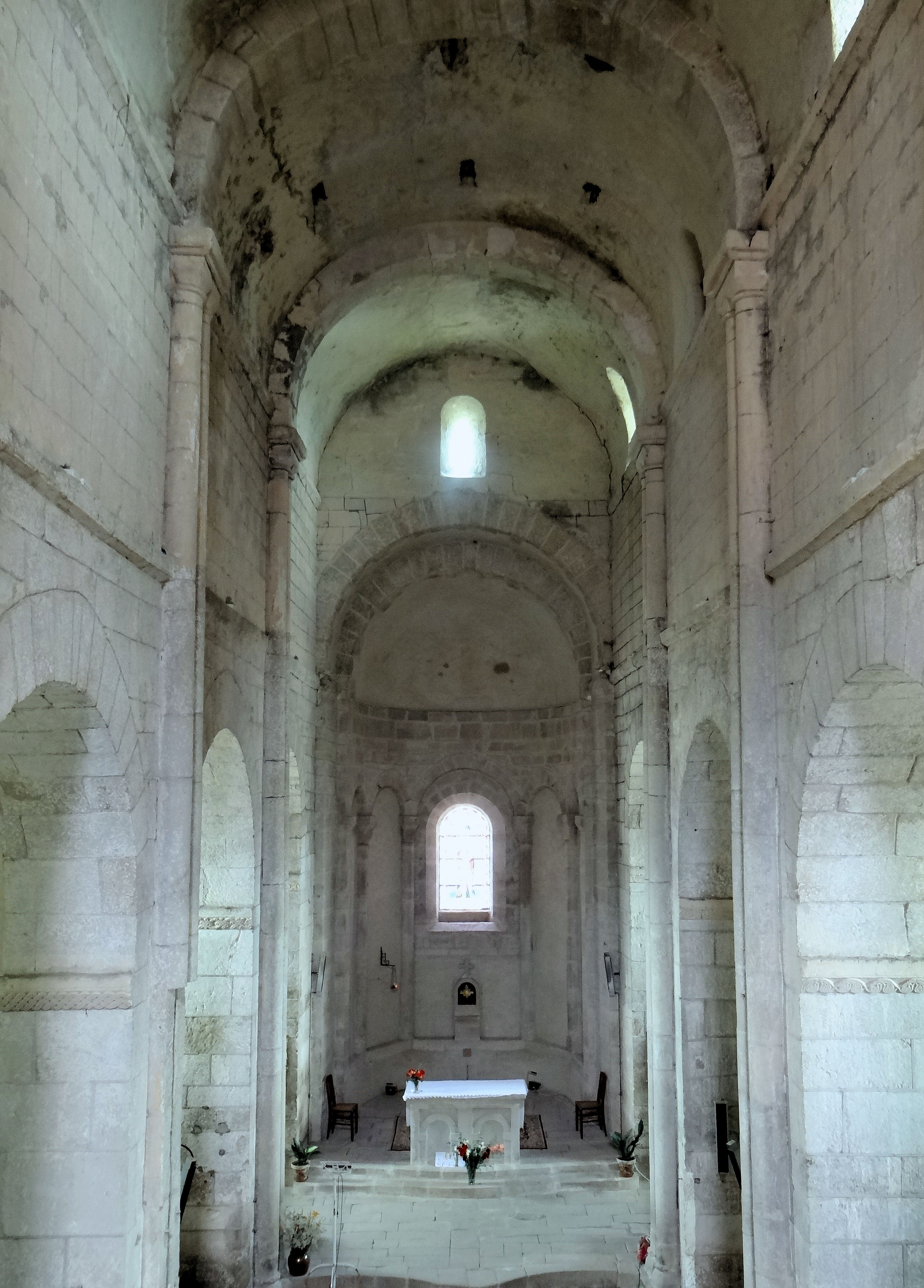
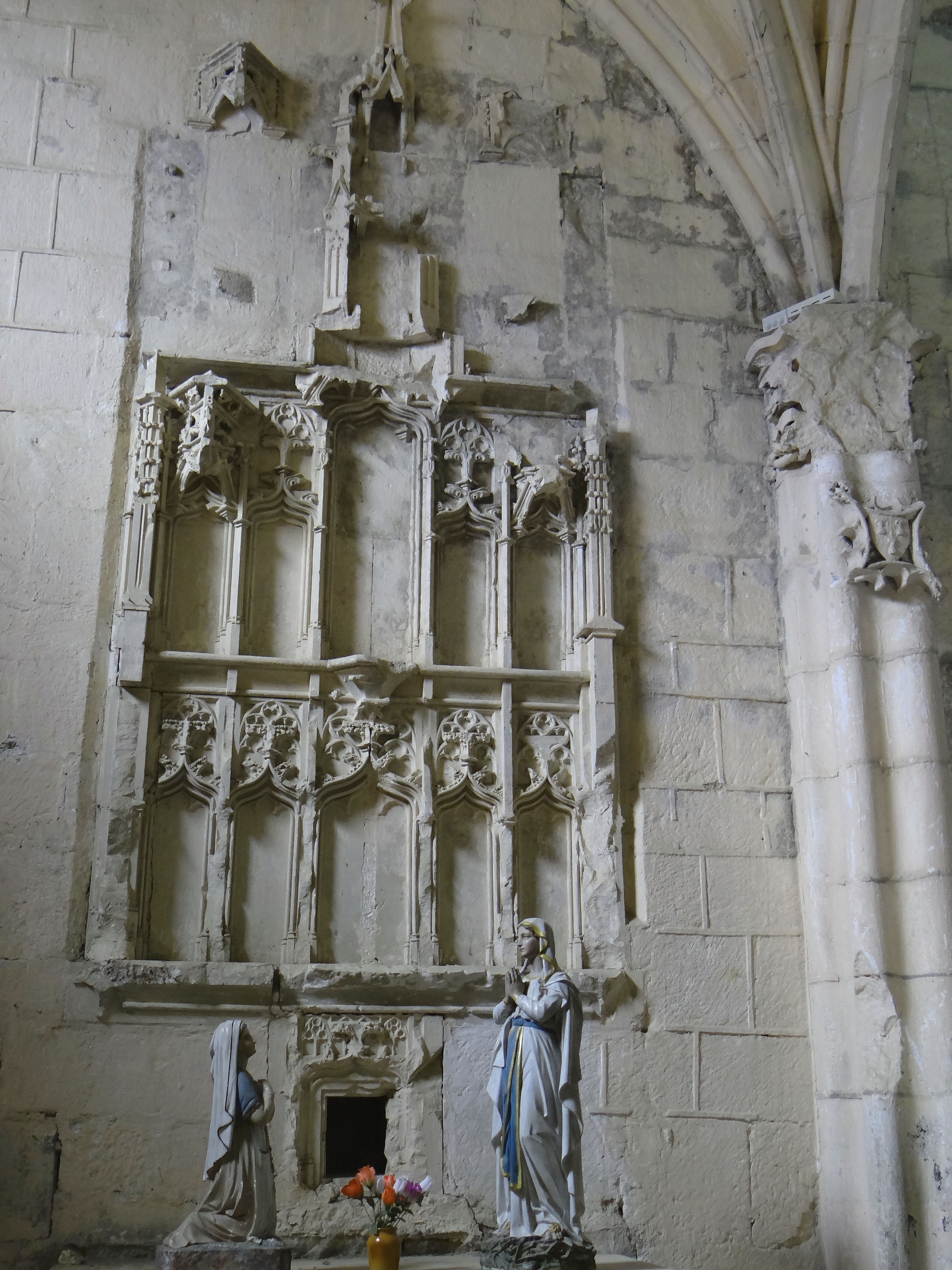
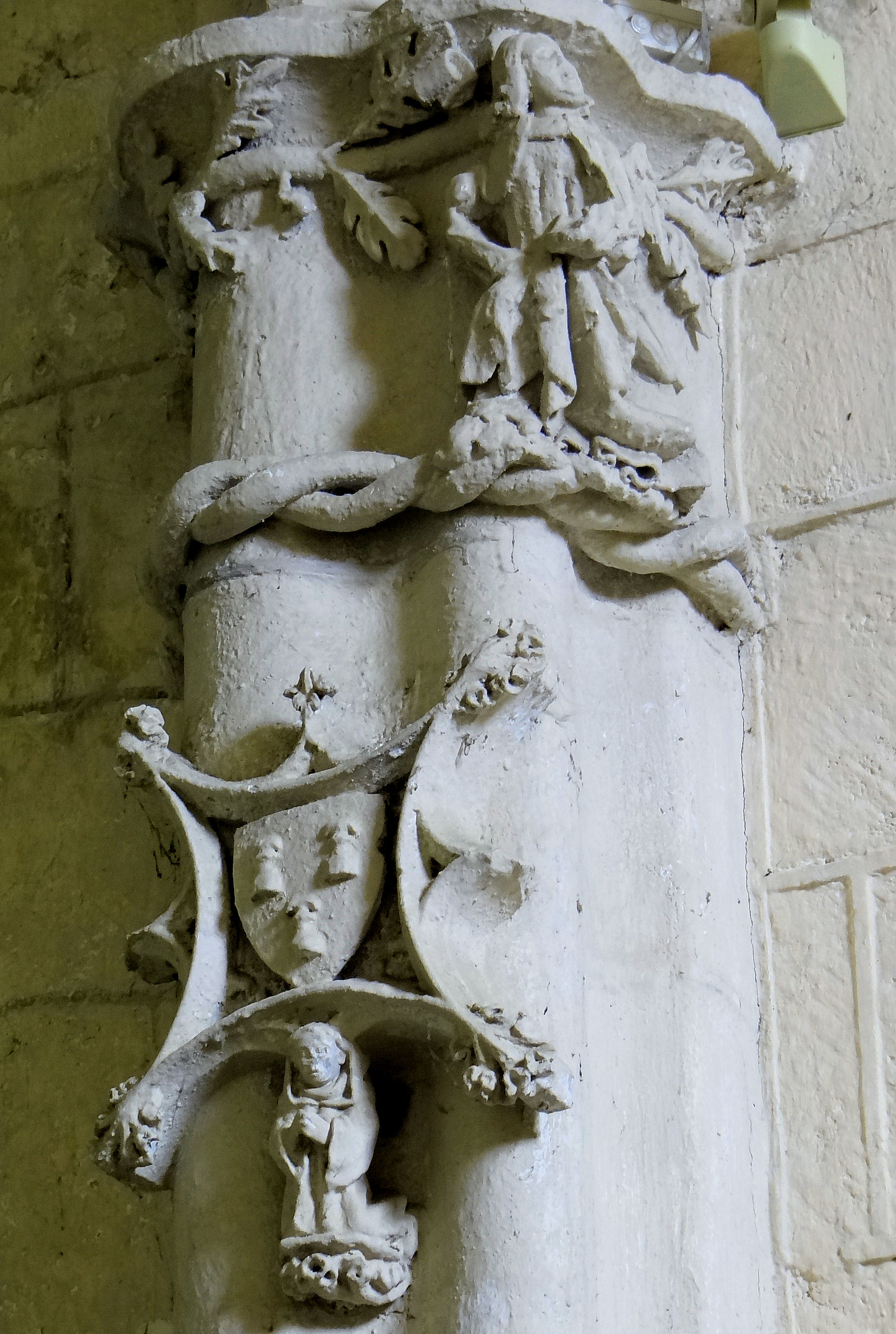
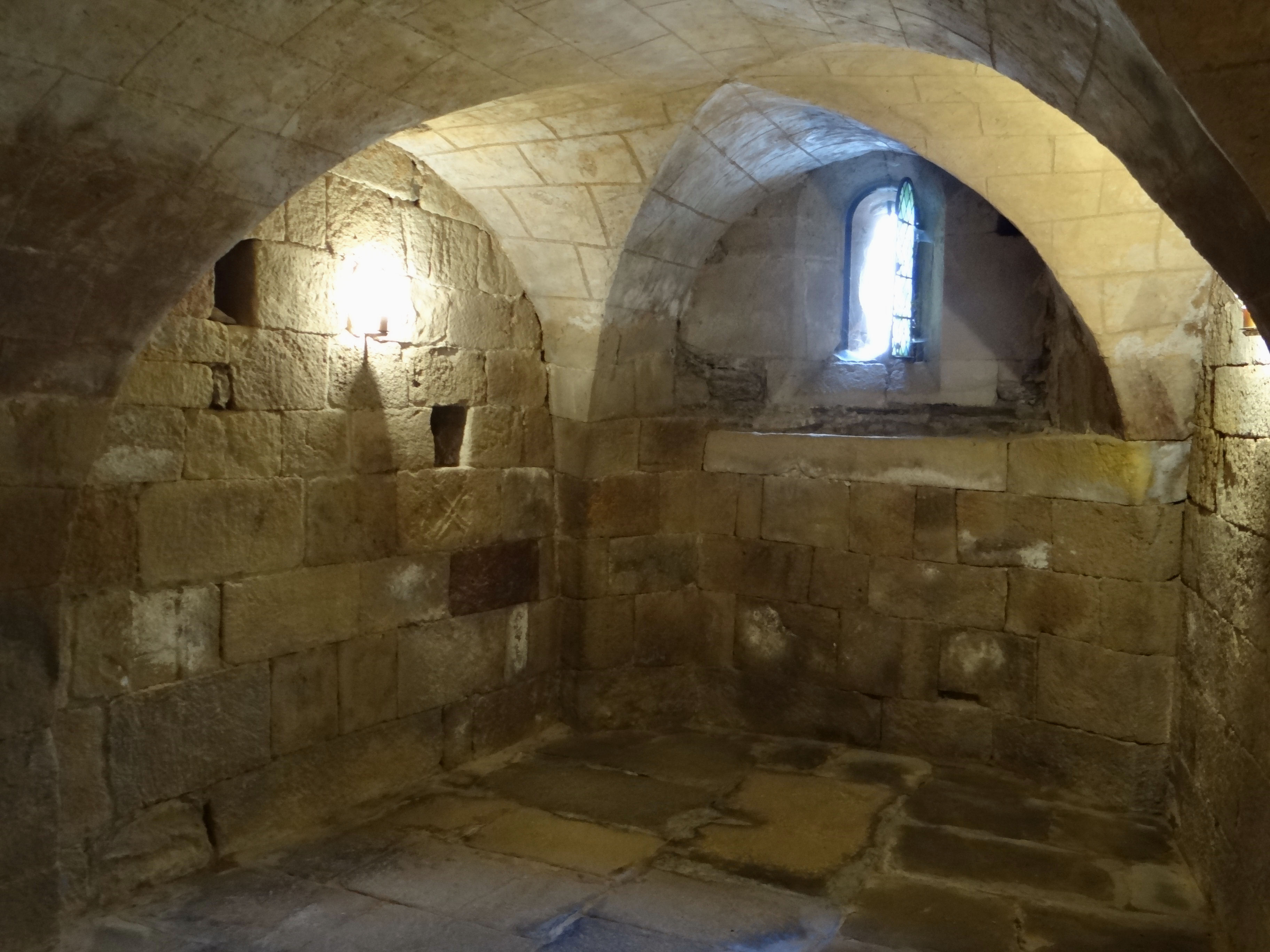

Inscrit MH (1920), ancienne église priorale.

#### Église Notre-Dame

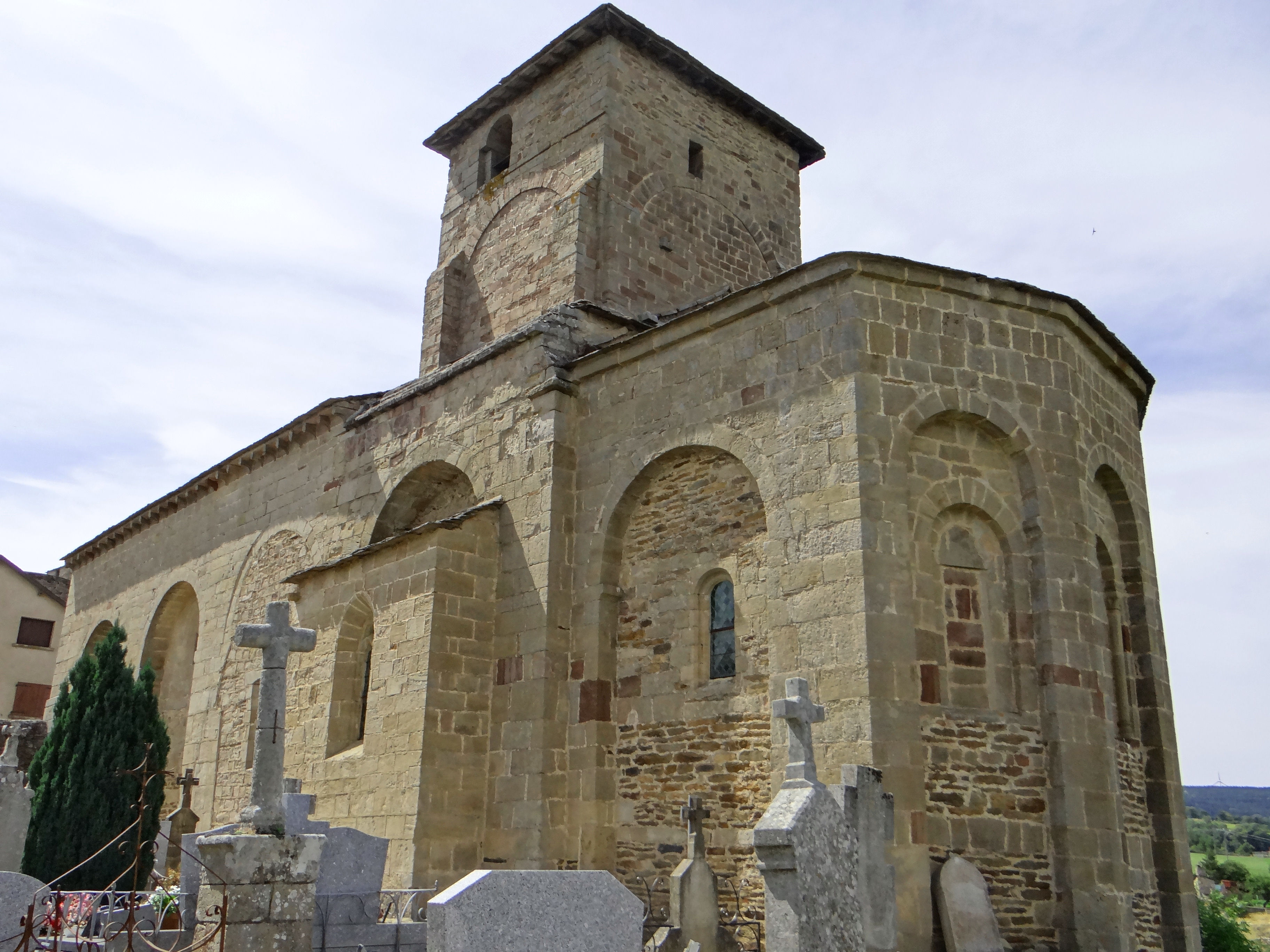
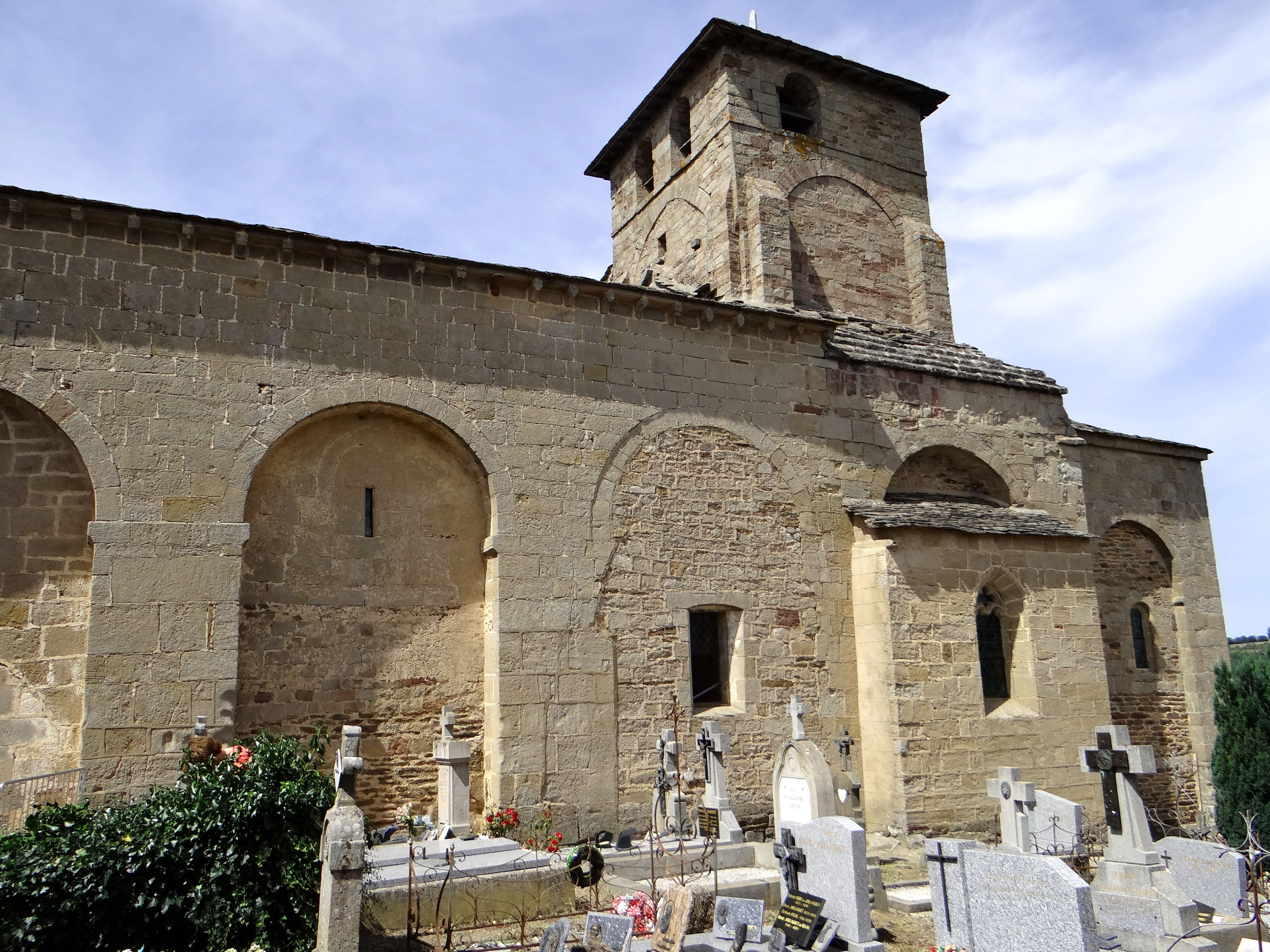
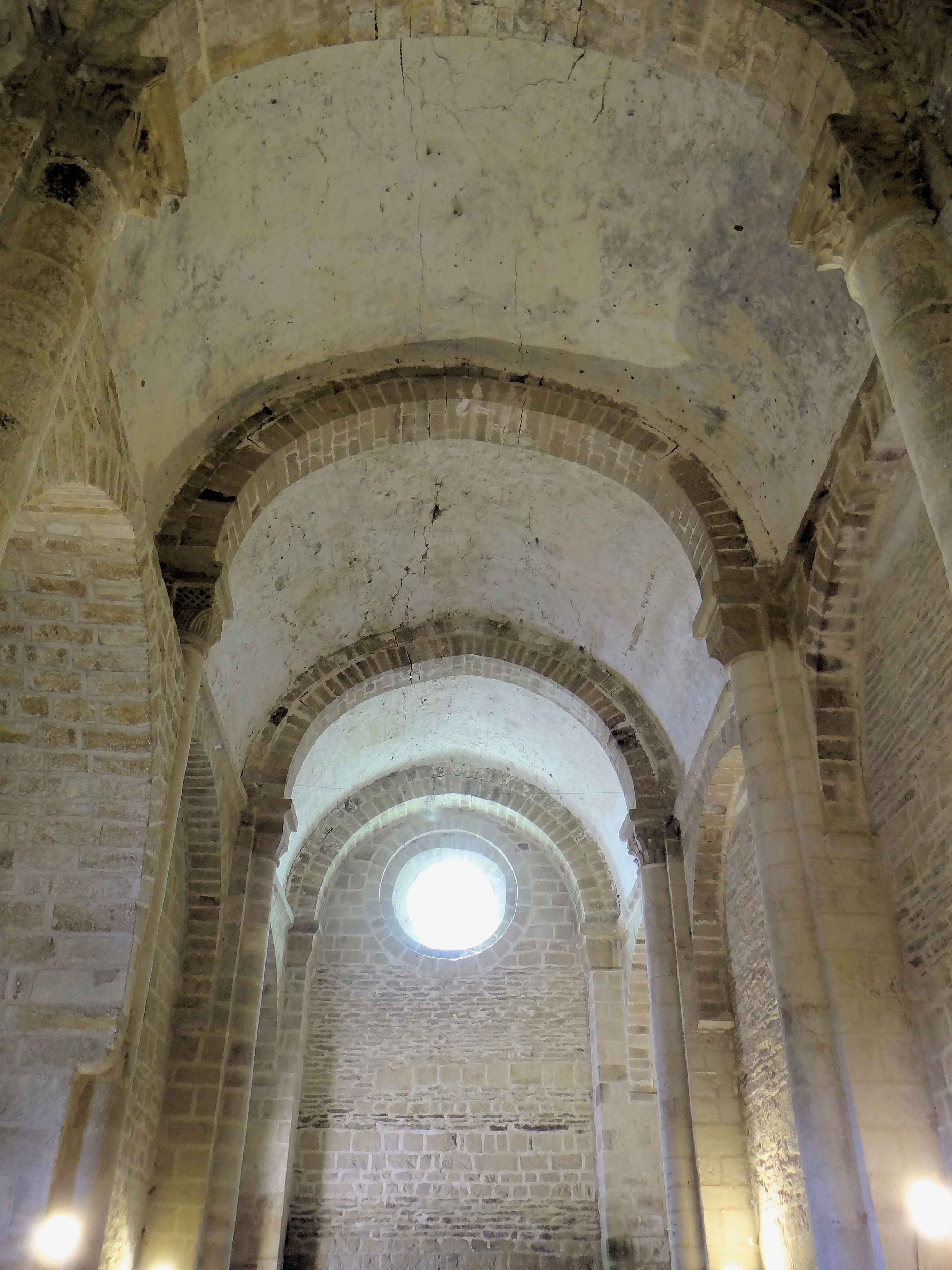
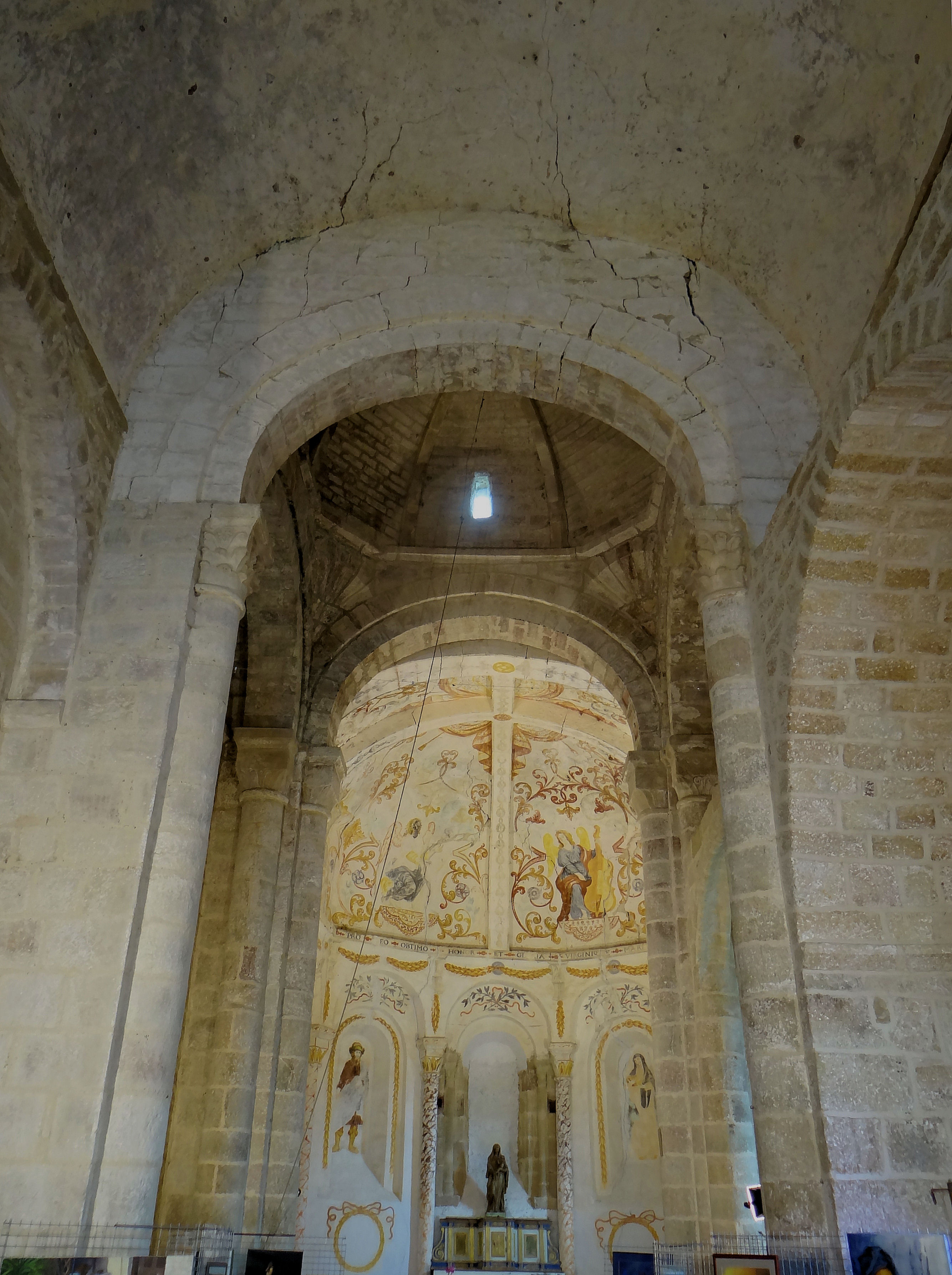
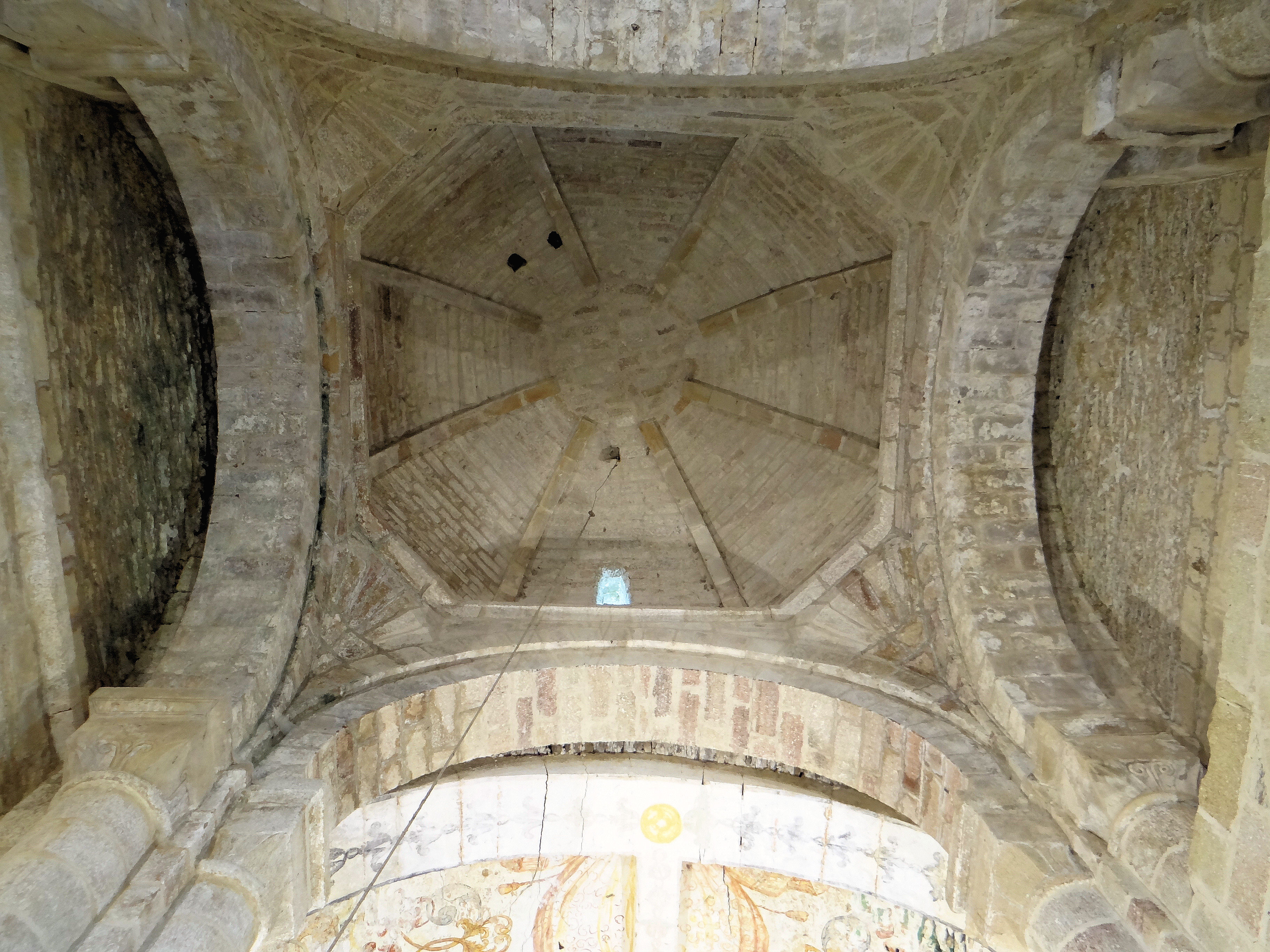
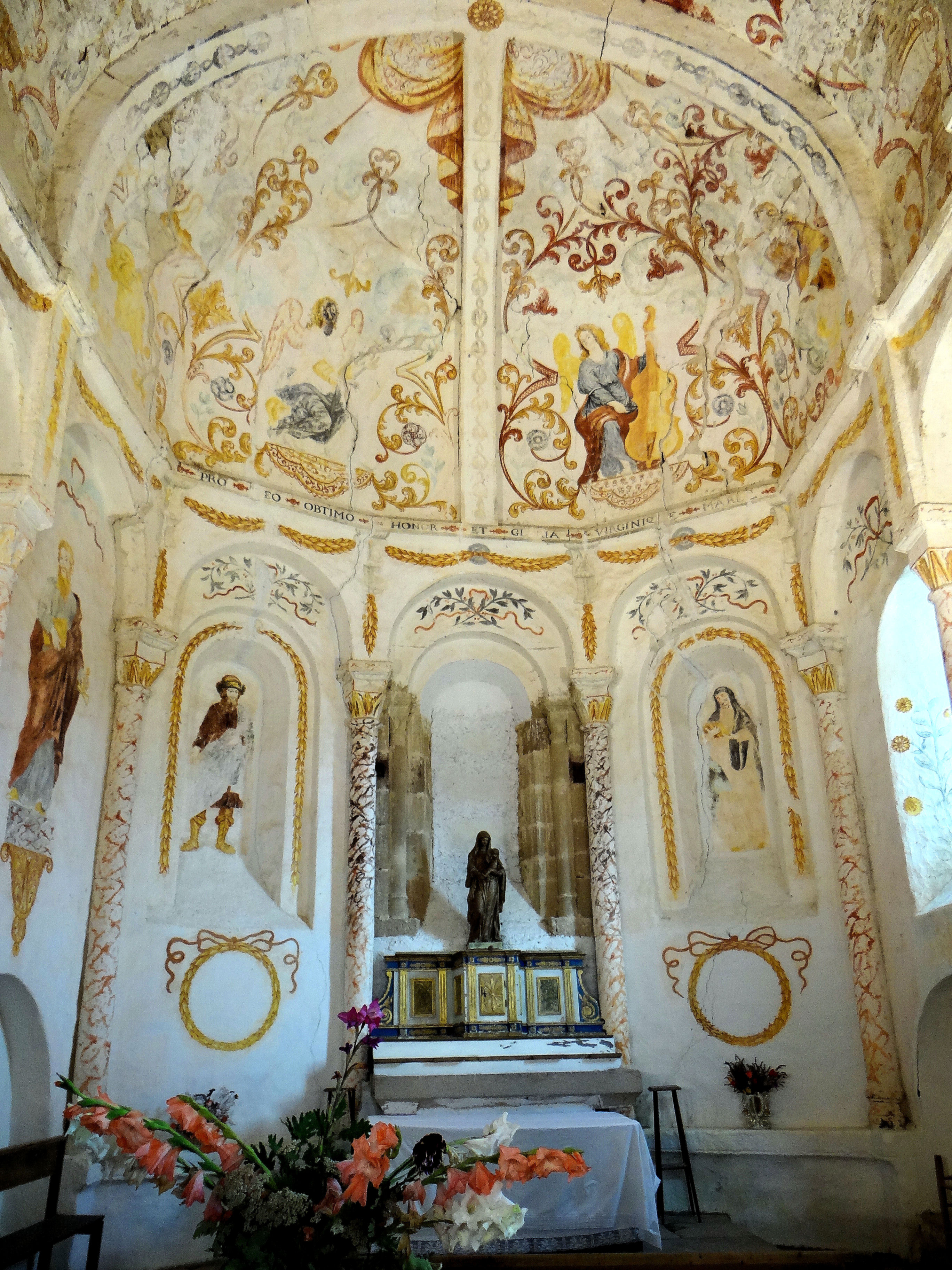

Inscrit MH (1930).

### Patrimoine naturel
- La vallée de la Muze.

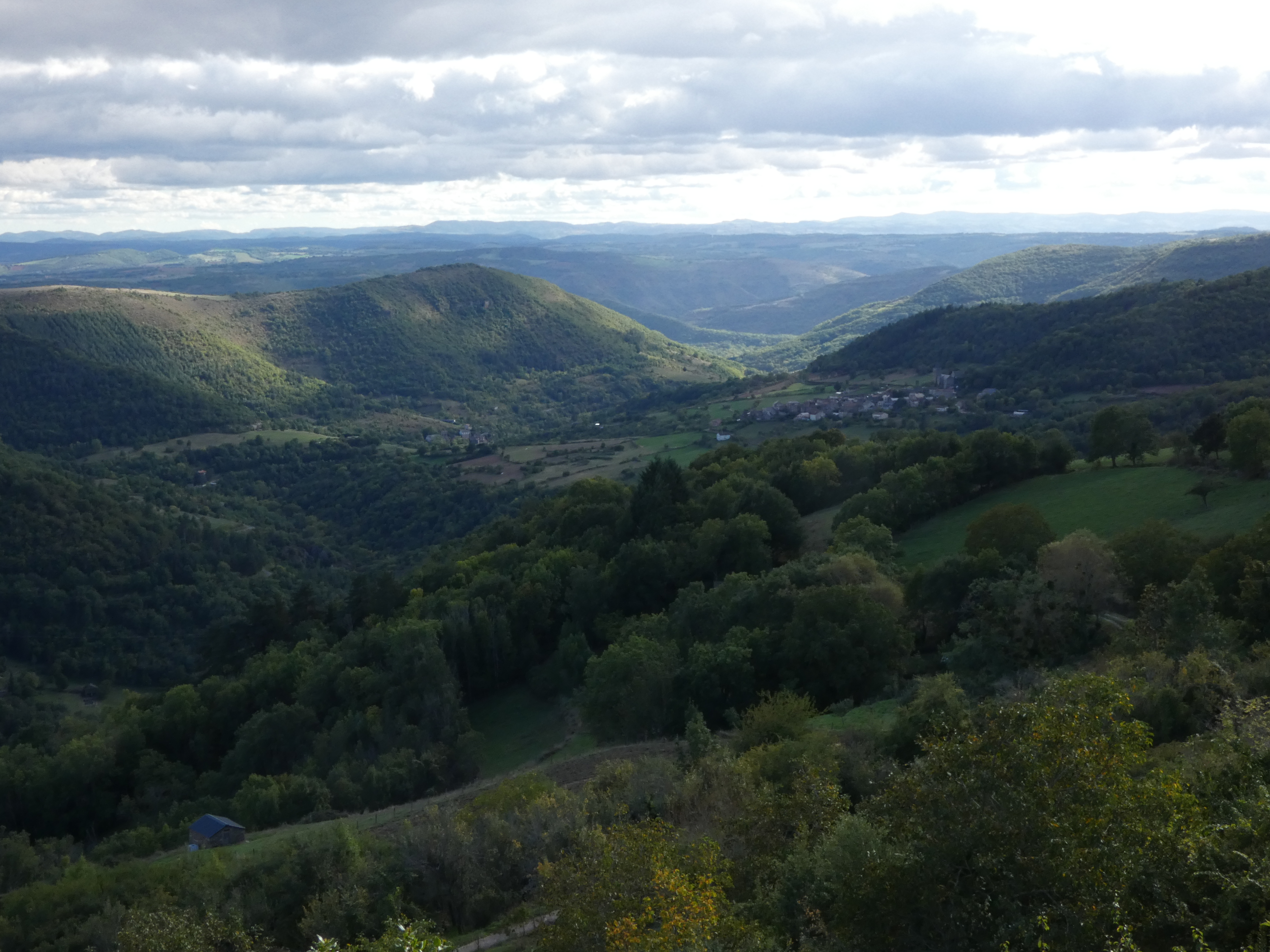
Vallée de la Muze

- Le col de la Vernhette, sur la RD 993, emprunté par le Tour de France en 1954 et 1983. Situé à l'ouest du territoire communal, il n'est pas relié directement au village.

### Héraldique
| Blason de Castelnau-Pégayrols | Blason  | Parti crénelé de sable et de gueules à une fasce réduite engoulée par deux têtes de lion d’or, surmontée de deux ailes affrontées d’argent et une harpe d’or en pointe. |
| Blason de Castelnau-Pégayrols | Détails | Le sable et le gueules qui servent de fond au blason sont les couleurs des anciens consuls de Castelnau. La cité était si bien organisée qu’elle a eu très tôt une administration municipale, bien avant la Révolution française. Les deux consuls élus portaient une robe noire et rouge. La division est crénelée, rappelant ainsi ce que l’on peut trouver au sommet des murs des châteaux pour traduire le nom de Castelnau qui est le château neuf. Ces créneaux indiquent également que le village avait des murailles dont il reste des vestiges. La fasce réduite représente l’extraordinaire système d’adduction d’eau du village, classé comme l’un des 100 monuments mondiaux à protéger selon la World Monument Watch. Ce tuyau est « avalé » par les deux têtes de lion pour indiquer que la cité et toutes ces merveilles ont été créées par la famille de Lévezou. Les armes de cette famille étaient D’azur à un lion d’or. La reprise intégrale des armes de famille étant interdite pour les municipalités, il suffit d’en emprunter un ou plusieurs éléments. Les ailes sont l’un des symboles de saint Michel, le saint patron du village. La harpe est l’un des éléments des armes de la famille d’Arpajon qui devint seigneur de Castelnau à la suite d’un duel remporté sur les Lévezou. Le blason exact de cette famille est De gueules à une harpe d’or. La remarque concernant la reprise intégrale des blasons de famille est valable ici aussi. Les ornements sont deux gerbes de blé d'or mises en sautoir par la pointe et liées de gueules pour honorer l'activité agricole. Le listel d'argent porte le nom de la commune en lettres majuscules de sable. La couronne de tours dit que l’écu est celui d’une commune ; elle n’a rien à voir avec des fortifications. Le statut officiel du blason reste à déterminer. |